# 極上!!めちゃモテ委員長
『極上!!めちゃモテ委員長』（ごくじょう めちゃモテいいんちょう）は、にしむらともこによる日本の漫画作品、およびそれを原作としたテレビアニメ、ゲーム作品。

## 概要
『ちゃお』（小学館）にて、2006年1月号から2014年1月号まで連載された。全3回か全6回、あるいは6話まとめのシリーズものしか連載経験のなかった作者にとって初のロングラン連載となった。ただし、タイトルは5回以上で一区切りした上で、一部を変えている。また、2006年12月号、2008年3月号、2011年10 - 11月号、2012年6 - 7月号・12月号 - 2013年1月号・8月号 - 9月号は休載した。なお、『ちゃお』の増刊『ちゃおデラックス』（同）にも1話完結の番外編を発表している。
作中には「めちゃモテ講座」というファッションやメイク、エチケットや礼儀作法などを啓蒙するコーナーがある。
テレビアニメ化されたほか、ゲームソフトおよびカードゲームが発売されていた。また、テレビアニメ化に伴い、小学館の学年別学習雑誌のひとつである『小学二年生』でも2009年4月号から2011年3月号まで連載されていた。こちらは池田多恵子が漫画を担当し、内容は原作を踏襲しているが、小学2年生の子供向けに要約、内容の平易化が図られていた。また、『小学三年生』・『小学四年生』（この2誌は2012年3月号限りで休刊）や『ぷっちぐみ』にも『めちゃモテ委員長』関連の情報が掲載され、『ぷっちぐみ』は2009年4月号から2011年4月号まで定期的に、『小学一年生』は2009年4月号から2010年2月号まで不定期に情報が掲載されていた。『小学六年生』にも同年4月号のみ掲載された。さらに小学館の幼児誌『幼稚園』にも2009年6月号にのみ、アニメ版をもとにしたページが掲載された。
単行本は全17巻で2012年に完結したが、2013年からは『新・極上!!めちゃモテ委員長』というタイトルで全5巻が刊行されている。さらに2014年8月から、ちゃおランドサイト内でウェブ連載となり2015年6月2日に完結した。2024年11月21日よりスピンオフ作品『極上!!めちゃモテ委員長-外伝- めちゃモテ委員長だった私が異世界でも極上めざします!』をちゃお公式漫画サイト「ちゃおプラス」にて1話分割型連載にて毎週木曜日連載中。サブタイトルは「Lesson.（数字）」。
Adoが小学生時代に本作を好きだったため、『ちゃお』2021年10月号にはにしむらの描きおろしの「めちゃモテ委員長ver.」のAdoのイラストが掲載された。

### シリーズタイトル
- 極上!!めちゃモテ委員長（『ちゃお』2006年1月号 - 6月号）
- もっと極上!!めちゃモテ委員長（『ちゃお』2006年7月号 - 11月号）
- やっぱ極上!!めちゃモテ委員長（『ちゃお』2007年1月号 - 6月号）
- だって極上!!めちゃモテ委員長（『ちゃお』2007年7月号 - 2008年2月号）
- ぐっと極上!!めちゃモテ委員長（『ちゃお』2008年4月号 - 11月号）
- ぐぐっと極上!!めちゃモテ委員長（『ちゃお』2008年12月号 - 2012年5月号）
- 極上!!めちゃモテ委員長premium（『ちゃお』2012年8月号 - 2012年11月号）※単行本では『新・極上!!めちゃモテ委員長』第1巻として扱われている。
- 新・極上!!めちゃモテ委員長（『ちゃお』2013年2月号 - 2013年7月号）（2014年8月3日 - 2015年6月2日、ちゃおランドサイト内でWeb連載）
- 新・極上!!めちゃモテ委員長cute（『ちゃお』2013年10月号 - 2014年1月号）
- 番外編
  - 極楽!!めちゃモテ委員長（『ちゃおDXホラー』） - 未海に瓜二つの少女魔海（まみ）が様々な欲望を持つ少女たちを極楽世界に案内するストーリー。
  - 極上!!めちゃモテ委員長-外伝- めちゃモテ委員長だった私が異世界でも極上めざします!（ちゃおプラス） - 交通事故に遭っためちゃモテ委員長こと北神未海はエムール王国の貧乏貴族の娘、ミミ・ノースに転生した。異世界、エムール王国では魔法使いルイーゼのお金さえあれば極上の美が手に入る「美の魔法」が貴族の中で流行中。それでも未海は委員長時代と同じく「女の子は誰でも気合で可愛くなれる」をモットーにエムール王国の悩める少女達を可愛くチェンジする。ある日未海の彼氏、潮にそっくりなエムール王国の王子ルシオに出会う。

## あらすじ
ストイックなまでの完璧主義者なクラス委員長、北神未海は東條潮に片思い中だけど邪魔者が入って中々告白できない。その一方で未海は自分のことで手一杯のはずなのに他人に完璧とも言えるアドバイスをし、悩みを解決することもある。そんな彼女の高校ライフを描いた物語。

## キャラクター紹介

### 主要キャラクター
北神 未海（きたがみ みみ）
声 - 小川真奈
本作の主人公。武蔵野森山学園（通称：MM学園）高等部に在学。2年6組のクラスの委員長を務めており（連載開始当初は、1年6組の委員長）、クラスメイトたちからは「委員長」、波人からは「委員ちょ」と呼ばれている。血液型はO型。兄は2人、双子である。
中学時代は伝説のヤンキーとして恐れられていたが、卒業式の日に告白した相手に「委員長タイプの（優しくてしっかりした）女の子が好き」と言われて失恋してから一念発起。自分の素性を知らない高校へ進学し、先述の「委員長タイプ」を間違えて解釈して「女の子は誰でも可愛くなれる」をモットーに「パーフェクトな委員長」を目指して努力を重ね、美人でモテモテの（本人によると「ビューティホーでワンダホーな」）クラスの委員長となった。山の手言葉（「ですわっ」口調）で「オーホホホ」と高笑いをする。アニメでは褒められると「それほどでも…ありますわっ!」と得意になることが多い。
負けず嫌いでプライドが高いが、委員長としての責任感やクラスメイトを思いやる気持ちは強い。特にアニメでは、かつての因縁を水に流し、桃里まりんの頼みを引き受けたり、周囲の人々の幸せを最優先し、衣舞らライバルが株を上げることになっても気に留めないといった、度量の大きさを見せる。物事で特に重視するのは「気合」で、これはヤンキー時代から変わっていない。料理が苦手。
当初は問題児3人組に手を焼かされ、特に自身のプライドを何度も挫く潮に執着するが、いつしかそれが恋心へと変わり両思いになる。
あらすじにあるとおり、恋に悩む周囲の人間に対し、「めちゃモテ☆ミラクルチェンジ大作戦」を展開し、ファッションやメイクなどのことで完璧なアドバイスを施す。アニメではその比重が高く、「めちゃモテ☆ミラクルチェンジ大作戦!○○（今回のアドバイスの内容）ミッション!スタートですわっ!!」の決めゼリフと共に指導を開始する。やがて「めちゃモテ委員長の何でも相談室」を開設する。
『新・極上!!めちゃモテ委員長』にて、礼太の頼みでローズマリー学園に転入する。そして地味子ばかりを集めたクラス・J組をモテ子に変身させた。その後共学になったローズマリー学園で、生徒会長代理として学園のトラブルを解決していくようになる。しかし潮の怪我で心配になり、再び2年6組の委員長をすることになる。父親の海外赴任でアメリカに行くことになり、潮と離れたくないと駆け落ちをするが、彼に説得とプロポーズをされアメリカに旅立つ。そして今日もアメリカで悩める乙女たちに「日本のめちゃモテ委員長」として根性と気合でアドバイスをしている。
テモテモ
声 - 千葉千恵巳
未海のペット。メスのジャンガリアンハムスターで、髪飾りをしており、背中に1輪の花の模様がある。未海に飼われる前はサビれたペットショップで売れ残りでボサボサとした毛で非常にみずぼらしい姿だったが、今は未海のおかげでかわいらしくなり、たまに未海のツッコミ役もする。アニメでは語り部も務めている。
名前の由来は「モテモテ」をひっくりかえした倒語である。人の言葉を話し、言葉の最後に「〜でちゅ」と付けるが、未海などの人間と会話できるわけではない。
東條 潮（とうじょう うしお）
声 - 大島崚
問題児3人組の1人、アニメでは「MM3（めちゃめちゃモテてる3人組）」の1人。未海からは「東條君」、青からは「潮」、波人からは「うーちゃん」と呼ばれている。陸上部のエース。しゃべり好きの母がいる。2年生になってからはクラスの副委員長を務める。中学時代の怪我の経験から、将来の夢はスポーツトレーナーを目指している。
西崎 青（にしざき あお）
声 - 安倍龍太郎
問題児3人組の1人で、アニメでは「MM3」の1人。未海からは「西崎君」、潮からは「青」、波人からは「あっくん」と呼ばれている。クラスでは万年1位の秀才。姉が3人いる。
礼儀正しいが愛想が悪く、過去の経験から特に女子に冷たく女嫌いである。化学の研究に興味があるらしく、理系の大学に進学する予定。
南雲 波人（なぐも なみと）
声 - 渡辺友裕
問題児3人組の1人で、アニメでは「MM3」の1人。未海からは「南雲君」、潮と青からは「ナミ」と呼ばれている。「お人形」と評されるなど、女の子とあまり変わらない小柄な容姿が魅力で女子に人気だが、女子の着替えを覗こうとするなど（潮に注意される）、少しエッチでもある。制服のネクタイを女子の制服のようにリボン結びしている。女装するとかわいくなり（後述の「東雲みーな」の記事を参照）、おしゃれが楽しそうだからと、生まれ変わるなら女の子になりたいと言っている。
一方で、自分に想いを寄せている佐野杏樹にはいざという時には男らしい一面を見せる。アニメでは、杏樹を自分の正式な彼女として認めていて、杏樹を「あんちゃん」と呼んでいる。杏樹と同じくチョコレートなどのお菓子が大好き。家はカフェを経営しており、卒業後は製菓学校に進学する予定。

### 相談室メンバー
坂下 リカ（さかした リカ）
声 - 大津田裕美
未海と出会うまでは色黒・金髪のヤンキーギャルだったが、図書委員の遠野に恋をして、本に興味が無いにもかかわらず毎日のように図書館に通っていた。未海のアドバイスで色白・つるつるの肌、黒髪になり雰囲気が変わって遠野と仲良くなった。その後の髪の色は茶色になっている（アニメでは25話以降）。それ以降、未海と行動を共にしている。あだ名は「リカっち」で、未海からは「リカっちさん」と呼ばれている。またオシャレにあまり関心が無い面倒臭がり屋で、そのことで未海に苦言を呈されることもある。
当初は彼と仲良くなりたくて“プリクラ”（後述の「姫乃華恋」の記事を参照）への入部を希望していたが、結局入部しなかった。アニメおよびゲームではマキという姉が登場する。将来の夢はネイリスト。
星野 姫香（ほしの ひめか）
声 - 白鳥由里
未海のクラスメイト。城ヶ崎ルイに「暗いの」扱いされるほど根暗で幽霊のようだったが、未海のおかげで綺麗に変身。その後、未海を逆恨みして潮を奪い取ろうとして、やけに潮にくっ付くようになる。海に落ちた所を未海が助けようとした（助けようとするが未海はカナヅチのため溺れてしまい、二人とも潮に助けられる）のがきっかけになり、未海に本当のことを告げる。フラれた彼氏に復讐するために、もう一度付き合った上で彼女の方からフり、今カノとも破局させるという作戦だった。だが作戦終了後は元の雰囲気に戻ってしまう。その後の番外編で、小学生の頃に彼女を好きだったという男の子と再会した。またプロポーションが良く、臨海学校でビキニを着た際、胸は大きいが細身なスタイルに男性生徒が群がって来るほどである。
それ以降、未海と行動を共にしている。「めちゃモテ委員長の何でも相談室」開設の際に姫香が看板を作るが、下に小さく「相談料500円」と書かれていることをリカに指摘され、それに対し未海が憤る一幕も。リカと同様オシャレにあまり関心が無く、未海に苦言を呈されたことがある。また未海と潮の関係が気になっており、常にひみつメモをもって芸能記者張りの追及をすることがある。さらに未海とルイのスイーツ対決でのパティシエ衣装を用意したのは姫香で、本人によると「あるスジから入手した」物で、入手ルートは「ヒ・ミ・ツ♡」。アニメでは、余計な一言でリカや杏樹をとんでもない行動に起こさせることもある。また、常にメモ帳を持ち歩いており、情報収集に余念がない。オカルト好きが高じて将来はホラー作家になるのが夢。

### 未海に助けられたキャラクター
春井 香穂（はるい かほ）
声 - 米澤円
未海のクラスメイト。未海と出会うまでにきび面に悩んでいた。メル友が好きらしい。未海の協力のおかげでにきびが見事に消え、彼に会って「かわいい」と言われた。
アニメでは後にその彼（芽留友哉）と遠距離恋愛を始める。また、相談室メンバーの一員になっている。
朝倉 理子（あさくら りこ）
声 - 神田朱未
未海のクラスメイトで、テニス部員。同じ部の高橋先輩を好きだがテニス部ではオシャレの制限が厳しく、未海と出会うまではどうすれば先輩に注目してもらえるか悩んでいた。未海にネイルアートを教えてもらい、彼とデートをするまでに。
間中 真紀子（まなか まきこ）
声 - 笹本優子
未海の学校の生徒会長で、理子の中学時代からの先輩（アニメでは後者の設定は採用されていない）。未海と出会うまでは、ヘルメット頭にげじまゆという格好。服は制服とジャージしか持っていない。中学時代に片思いしていた男の子からオシャレをバカにされたことが原因でオシャレが大嫌いになり、校則も「オシャレ厳禁」としていた。未海の協力や以前に彼女をバカにした男の子本人から「その格好、すげぇ似合ってる」と言われたおかげで校則を少し緩和し、オシャレが少しだけ好きになった。今はまだ髪型以外元に戻ってしまったが、これから少しずつオシャレする予定らしい。
雪下 亜莉沙（ゆきした ありさ）
声 - 柚木涼香
潮の中学時代の先輩で、彼の初恋の人でもある。女子の中では背が高い方。未海のアドバイスのおかげで陸上部のマネージャーに採用された。未海は当初、亜莉沙が陸上部の潮を目当てにマネージャーを希望したのではないかと思い込み亜莉沙にアドバイスをしたことを後悔していたが、亜莉沙の本命は中学時代に同じクラスだった小田で、小田とは学校公認のカップルである。
未海のことを、「みーちゃん」と呼ぶ（ニックネームで呼ぶ数少ない人物である）。
佐野 杏樹（さの あんじゅ）
声 - 矢作紗友里
未海とは1年生の時に同じクラスだった。料理部所属。波人のことが好き。身長は波人より少し低いが、体重は自分の方が重いと知ってショックを受け（アニメでは波人がミニスカートの似合う女の子が好きだと知り、自分の足に自信がないため、美脚を手に入れるべくダイエットを始める）、ほとんど何も食べない過剰なダイエットを試みた末に栄養失調で倒れたことがある。未海のおかげで正しいダイエット法を教わり、今もそれを実行中。
その後未海とルイのスイーツ勝負の際は未海のお菓子作りの特訓に付き合う。アニメでは、第15話で波人と正式なカップルになる。また、彼女も相談室のメンバーに加わっている。
南 まあさ（みなみ まあさ）
声 - 相沢舞
かわいらしい小学生モデル。11歳。家はモデルの事務所だが、あまり売れていない様子。態度は生意気だが、貧乏な事務所のために精いっぱい頑張っている。未海を一万円でスタイリストにスカウトして、未海のおかげで憧れていた雑誌のモデルになることができた。『ちゃおデラックス』では未海を「お姉さん」と呼び、仕事でよく一緒になる三倉望が気になるが、ゲーム好きな望に「大人っぽい男の子が好き」と意地を張る。実は望のことが好きと感付いた未海の協力で、望がまあさに告白、まあさもそれに応えていい雰囲気となる。
鈴木 知広（すずき ともひろ）
声 - 野島健児
地味で生真面目な未海たちのクラスの担任の先生。だが、めちゃモテ先生対決で爽やかに変身。早乙女かおり（後述）に片思いしていたが、いい雰囲気に。38歳。連載開始当初は、授業を全て受けずに早退をしようとしていた問題児3人組を叱る毎日で、特に潮に対してあきれていた。青には「たまにはつまらない授業に出てあげますか」と冷たく言われた。
中沢 美夏（なかざわ みなつ）
15歳。カメラ恐怖症でカメラを見ると倒れてしまう売れないモデルだったが、未海のおかげでカメラが怖くなくなり、今も人気モデルとして活躍中。
横峰 かりん（よこみね かりん）
アニメの声優をしている。音痴なのが悩みだったが未海に正しい歌い方を教えてもらったり、先輩声優の一路と練習したりして歌をちゃんと歌えるようになった。一路とかりんのコラボで歌ったCDはオリコンチャート3位になった。
竹井 沙和（たけい さわ）
声 - 小林希唯
未海がルイとのBG検定テストの延長戦で宝探しをしていたときに出会った若い女性。ラーメン屋「竹の家」の娘。一週間後に控えた結婚式のウエディングドレスを着るが、婚約者の修二に馬鹿にされてしまう。未海のアドバイスで綺麗になったが、それでも修二に「綺麗」と言ってもらえず、今までのばしていた髪を切り結婚式をやめると言い出してしまう。が、それは修二がただ素直になれなかっただけで無事「綺麗」と言ってもらえ結婚することに。修二とは中学卒業後、付き合い始めたらしい。マンガ版では、紅茶に関するめちゃモテ講座をした。
笹本 修二（ささもと しゅうじ）
声 - 阪田智靖
沙和の婚約者。あまり素直になれない性格で、沙和のウェディングドレス姿をなかなか「綺麗」と褒められず、破談しかけたが、無事に結婚することに。年齢は21歳。潮にはオジサンと呼ばれ、潮のバスケ勝負の時「勝ったらオジサンと言ったことを謝れ!!」と言い張るなどやや子供っぽい一面もある。元バスケ部のエースで、現在は中学のバスケのコーチ。
四方堂 海里（しほうどう かいり）
武蔵野森山学園演劇部の部長。初登場の時には演技のために女装をしていたが、実際は男。彼が部長を務める演劇部が人数不足で廃部の危機にあった時、ちょっとした偶然から舞台に立った未海の「シンデレラ」での意地悪な姉の演技力に惚れ込み、未海を“ビューティーアドバイザー”に指名する。なお、未海に演劇の経験は無く小学校の学芸会では「石の役」だったが、彼女の迫真に迫った演技力に潮は感心、波人は怯え、青は「地でやってるだけでしょ（＝本来の姿?）」と評している。いきなり出て来たよそ者の未海と、一部の女子部員たちとの間で様々な衝突があったが、未海や潮たちの協力で彼の演劇部はコンクールに優勝し、廃部を免れた。
未海に好意を抱いていて頬にキスをしたり「僕は君が好きです」と告白したが、間髪入れずハッキリ断られて少しヘコみ、潮には挑戦的な態度を見せていたが、その後「いいかげん（未海への気持ちを）ハッキリさせたら?」と忠告した。
天川 ちより（あまかわ ちより）
演劇部部員。演劇で派手メイクにされ、メイク落としを持っていなかったために「こんな顔を潮に見せられない」と思っていた未海にメイク落としを貸した、未海によると「命の恩人」。顔が地味なことで自分に自信を無くしていた所を未海とルイに一喝され、2人のおかげでキレイに変身した。
花園 京子（はなぞの きょうこ）
不良が集まる「割井高等学校」の女生徒。まるで絵に描いたような古風なヤンキーで、通称も「黒バラのお京」とこれまた古風。
津田アツシという男の子が好き。彼は過去に未海に勝負を挑んだことがあり、いつも未海の話ばかりしていたため、彼の中で未海がNo.1と思い込み、未海を倒して彼のNo.1になろうと未海に勝負を挑むが全く歯が立たず、代わりに「乙女の勝負服」をテーマにしたおしゃれ勝負を挑む。しかし、勝負服の意味を勘違いして特攻服を着て来る。
古風なヤンキーファッションも未海のマネで、根は非常に優しい性格。その後、未海のアドバイスでアツシといい雰囲気になる。
黄村 千絵里（こむら ちえり）
声 - あかいとまと
未海と同じ高校に通う1組の生徒。母がアクセサリーショップ「ちぇりー」を経営している。未海と潮がデートでこの店に立ち寄った際、売り物のアクセサリーを乱暴に扱ったギャル風の客を一喝・アドバイスした未海を見込み、客が来ず赤字続きで暗い・地味な店を建て直してもらうため、未海に店長就任を要請する。実はルイにも要請しており、結果的に2人店長となる。未海やルイたちが店舗改装・問題児3人組での客寄せで一時は繁盛するも、アクセサリーを慎一郎が一人で作るペースと客が買うペースが追いつかず、日が経つに連れ品揃えが悪くなり客が減ってしまう。その後アクセサリーパーツ製作の手伝い・アクセサリーファッションショーを開催、そのおかげで店に客が入るようになった。また、ファッションショーで慎一郎といい雰囲気となる。
アニメ版では未海と出会ったいきさつやアクセサリーファッションショー開催までの展開が異なっており、後述のとおり千絵里の学年も未海たちより上になっている。
白瀬 まりな（しらせ まりな）
小学4年生の女の子。母親が買って来たリボンやフリルが付いたかわいい服を着せられるが、本人は大人っぽい服を着たいと思っており、1人で洋服を買おうとした所に未海と出会う。この話を聞いた未海が、まりなへのアドバイス・さらに後から来た母親に説得して母親も反省し、今度一緒に服を買いに行こうと和解した。
愛理（あいり）
未海たちが出演した「めちゃモテ☆グランプリ」の1回戦「ビューティークリニック」の未海の相談相手。苗字は不明。ニキビに関する相談をするが、途中で「窓の向こうの彼が気になって」と逃げ出してしまう。未海は彼女の家まで追いかけ、さらに隣の家の竜人が好きと知り、未海のアドバイスで竜人との距離が縮まり、ニキビが治ったら彼に告白するとのこと。
三条院 ハルネ（さんじょういん ハルネ）
「めちゃモテ☆グランプリ」の2回戦の対戦相手で、小学4年生の女の子。家は執事がいるお金持ちで、対戦でも金にものを言わせる。だがチームメイトと折り合いが悪く、この番組に出演したのも実はそのチームメイトと友達になりたかったためであった。それを知った未海のアドバイスでチームメイトと和解した。
香川 正三郎（かがわ しょうざぶろう）
「めちゃモテ☆グランプリ」の決勝戦の対戦相手で、通称ショウ。七華院高校（ななかいんこうこう）の男子生徒。ルックスが良く、読者モデルをやっている。だが性格はチャラい上に馴れ馴れしく、未海を「ミミっち」と呼び、未海が負けたら彼女のキスをもらう賭けをする。だが後述される岡山しのぶのことが好きで、性格も昔はシャイで根暗であり、過去に付き合った女の子に「顔はいいのに性格がつまらない」と言われてフラれてしまい、なら女の子を喜ばそうということで今の性格となった。それに感付いた未海のアドバイスで、本来の自分に戻ろうと決心し、しのぶともいい雰囲気となる。勝負は七華院高校の勝ちであるが、後に賭けは冗談であったとのこと。
前原 由羽（まえはら ゆう）
声 - 三瓶由布子
ボーイッシュな小学生の女の子。片思いをしている男の子・大樹（声 - くまいもとこ）から好かれるために女の子らしくかわいくなろうと、未海に弟子入りを志願する。しかし、ミラクルチェンジの結果おしとやかになったものの、大樹に「前の方が良かった」と言われてしまい、（漫画では、女子クラスメートに恥をかかされたあげく、皆にも笑われてしまいショックを受けてしまったため）未海に抗議する。自身の間違いに気付いた未海により、（漫画では、未海のさらなるアドバイスにより）再びミラクルチェンジし、一点女の子らしさを取り込んだ上で、本来の魅力も失わないファッションを、大樹に褒められた。
坂下 マキ（さかした マキ）
声 - 浅川悠
アニメオリジナルキャラクター。リカの姉で第25話に登場。カリスマショップ店員兼ファッションリーダーで女子高生の憧れ的存在。通称「マッキーナ」。ギャル語で話す。幼馴染の練馬大根を好きだが、自分のイメージを壊してしまうのではないかと思い、素直になれずにいた。だが、未海の協力により告白し、両想いになることができた。
小中 真里（こなか まり）
声 - 嶋村侑
アニメオリジナルキャラクター。セカンドコレクションから登場。ポッチャリ体型と癒し系が特徴の女の子。通称「まりっぺ」。語尾に「〜でございます（です）」を付ける。RR学園の生徒で衣舞に憧れていたが、テニス部の長門くん（声 - 川野剛稔）との仲を取り持ってくれたことをきっかけに未海を「委員長さん」と呼んで慕うようになり、ついには両親の転勤を機にMM学園2年6組に転入してくる。手芸が得意でテディベアを作ったりする。そのテディベアは、未海から「モテグマ」と名付けられ、学園に広まっている。
須田 佐智子（すだ さちこ）
声 - おみむらまゆこ
アニメオリジナルキャラクター。セカンドコレクションの12・40話に登場。文房具をデコレーションするのが好きだが、それに熱中するあまり友達が出来ないことに悩んでいた。利子のアドバイスでゴージャスなデコ文房具を作るが、自分ではなく文房具目当てに周囲が近づくことに満足できず、また徹夜での作業を心配して声をかけた、クラスの人気者で憧れの香山夏希（声 - 小島幸子）に、「自分の気持ちは分からない」と声を荒らげてしまう。しかし未海のアドバイスで工夫したデコ文房具を作り、夏希にも謝罪して友達になることができた。その後夏希の水嶋亮治（声 - 下野紘）への恋を見守ることになり、夏希もまた未海のアドバイスで亮治に接近することができるようになる。

### 未海のライバル
姫乃 華恋（ひめの かれん）
声 - 榎本温子
武蔵野森山学園の理事長（声 - 勝生真沙子）の娘で、最高の美しさを追求する“プリンセス・ローズ・クラブ”（通称：プリクラ）の部長。
プライドの高い性格で、“プリクラ”を「選ばれた生徒だけの集まり」と考えており、「どんな人でも努力次第で魅力的になれる」ことを信条にしている未海と対立する。好きな男の子と仲良くなりたくて“プリクラ”への入部を希望するヤンキーギャルのリカを拒絶していたが、未海のアドバイスを受けて努力し魅力的になったリカの姿を見て入部を認めた。ただし、リカ本人は未海のおかげで本命の彼といい雰囲気になれたので入部はしなかった。また、未海を“プリクラ”に勧誘しようとしたが断られた。
美人で女子の憧れだが、男子からは「高嶺の花」として扱われているため全くモテないことを未海に告白した。未海のアドバイスのおかげで、“プリクラ”部員のセインと恋人になる。
アニメでは親戚にあたり、「めちゃモテ王子」の異名を持つ五所川原フランソワ（声 - 柿原徹也）が登場する。
城ヶ崎 ルイ（じょうがさき ルイ）
声 - 白石涼子
2年1組の委員長で、自称「セクシー委員長」。左目の下に泣きぼくろがあり、関西弁を話す。近畿地方に住んで関西人気質を持ったためか、商売に物凄く興味がある。学校で未海とたびたびめちゃモテ委員長同士として勝負をする。また、未海と潮が正式にカップルになった時には認めず、反発する未海からスイーツ勝負を挑まれた時には勝負を受けて立ち、負けて潮から引き下がったかに見えたが、まだ諦めていないようである。
すらっとした脚に大きな胸、くびれたウエストとセクシーな体型で、未海も「すばらしいスタイル」と評価している。首にチョーカーを巻き、さらに自慢のセクシーな体型をさらに強調するため、学校の制服を極端に短いへそ出しスタイルに改造している。一時期セクシー委員長を辞めた際は、通常の制服を着ていた。
中学時代は今とは逆に、地味で内気でいじめられっ子だった。潮とは中学の頃クラスメイトで、潮は当時いじめられていた彼女を励ましていた。ルイはその頃から潮を好きだった。関西の中学への転校を期に、自分を変えようと努力した。今の彼女がいるのは、そうした努力の結果である。だが中学時代のいじめっ子に絡まれ「結局何も変わっていない」と自信喪失しセクシー委員長を辞めてしまうが、未海や今までの相談者の感謝の手紙に励まされ復活する。『ちゃお』2009年4月号のおまけページによると運動神経は未海の方が上だが勉強の成績はルイの勝ちらしい。
桃里 まりん（ももり まりん）
声 - 田村ゆかり
売れない女性アイドル。BG検定での優勝をきっかけに売れることを目論む。フリルやリボン、ピンクのロリータ服が好き。「〜だぞ」が口癖で、アニメでは父・鉄治も同様である。未海やルイに対し妨害したり、弱みをつかんで彼女たちを陥れようとするが全て失敗した。その後、テレビの人気番組「めちゃモテ☆グランプリ」に、ブタの扮装で番組のレポーターとして出演する。アニメでは、実家は由緒ある洋食屋であるが、お客さんがあまり来ず、時々うさぎ耳のメイド姿で接客の手伝いをして客入りを増やそうとしている。実際、まりん目当てのリピーター客も存在する。未海はまりんのことを会う度に「ももくり（桃栗）さん」と言い間違いをするのがお約束になっており、アニメでは他の登場人物にもそう呼ばれることがある。
氷室 衣舞（ひむろ いぶ）
声 - 菅谷梨沙子（Berryz工房）、井上麻里奈（子供時代）
アニメオリジナルキャラクター。ロイヤルリッチ学園（通称：RR学園）の通称「おしゃれ番長」で、周りからは「衣舞様」（取り巻きの2人は「衣舞お姉様」と呼ぶ）と呼ばれるクール系美少女。「モテ子は素材がすべて」「美とは限られた者だけの特権」が持論で、未海の「女の子は誰だってキレイになれる」の持論を真っ向から否定。おしゃれ・美容などのテクニックは最初の対決で未海に負けを認めさせるほどの実力を持っており、自身もバレエや肌のパックなどの美容法を実践している。モテ子の絶対要素として「イブターン」という自身の名前をつけたモテテクニックがある。他のライバルたちほど未海に対抗心を見せず、一歩引いた姿勢を保っている。幼少期はよく笑う元気な女の子だったが、皆が自分を普通の友達として見てくれなくなったことをきっかけに友達は作らずひたすら自身の美を追求するようになった。
なお、ルイからは「おさる番長」と呼ばれ、敵対視されていない様子。
美村 魔子（みむら まこ）
声 - 福圓美里
衣舞の取り巻き。一人称は「まこちゃま」（「まこ」や「私」を用いることも）。よく男子に媚びていて、電話では得意の声色と嘘泣きなどでその力を発揮している。相手に対し皮肉を込めて「かわいそう」と憐れみの言葉をかける。リボンが特徴、ネイルアートが好き。MM学園生徒からのニックネームは「（デカ）リボン」。
リボンを付け、外せないのには小さい頃のクリスマスに絡む想い出があり、幼馴染の黒須三太（声 - 坂東孝一）に見つけてもらいたいからである。その後、未海のおかげにより三太への想いが恋心だと気付き、他の男友達との関係を断ち切った上で三太と結ばれ、衣舞の取り巻きを卒業した。三太と結ばれたことにより、今まで付けていたリボンも外した。
金田 利子（かねだ りこ）
声 - 互野ちひろ
衣舞の取り巻き。お金持ちの娘で、なんでもお金で買えると考えていて、すぐにパパに携帯でお願いしている。語尾の「ですから〜」「ますから〜」が口癖である。MM学園生徒からのニックネームは「ツンツンメガネ」（自称「ウルトラスーパーセレブメガネ」）。
寿司チェーン店の経営者の娘・寿 司（声 - 神田朱未）とは互いを「セレ友」と呼び合う仲だったが、司の生活が一変したことで関係が崩れてしまう。その後、未海のおかげにより友情はお金では買えないと気付き、司と本当の友達になって、衣舞の取り巻きを卒業した。
橘 カンナ（たちばな カンナ）
未海たちの高校に転校してきた美少女。メイク術が得意で、女の子はメイクでかわいくなれるという主張している。転校前に撮ったあるプリクラを探している。
彼女の顔はメイク整形でできており、それがバレないためにプリクラを探していた。転校する前に、学校の人気者の優（ゆう）と付き合っているが、周囲から陰口を言われるようになる。それ以来、優の理想の彼女になるために、素顔をメイクで隠すようになった。その後、未海のおかげで女の子はメイクなしでも気合で頑張れることに気づき、素顔で彼に会うことができた。

### 北神家
北神 空馬（きたがみ くうま）
声 - 清水一貴
未海の兄。妹の未海を溺愛している。未海がヤンキーの時、もう少し女の子らしくなってほしいと頼んでいた。未海のためなら何でもするが、未海からはかえって迷惑と思われている様子。
北神 陸馬（きたがみ りくま）
声 -栗山拓也
未海の兄。空馬とは正反対の性格だが空馬とは気が合うらしく、いつも空馬と一緒に行動している。空馬と同じく、未海のためなら何でもする。

### ローズマリー学園
理事長（りじちょう）
礼太の父親。数々のホテルを経営するホテル王でもある。普段は温厚だが、不祥事を起こした生徒に対しては処罰する厳しい一面もある。

### その他のキャラクター
メル友の彼（名前不明） / 芽留 友哉（める ともや）※アニメ版
声 - 栗山拓也
香穂とネットで知り合い、もう何度もメールや写真を送りあっている。小学校の友達らしい。香穂と無事に会うことができた。香穂が大好きになっている相手。本人は作中に未登場で、アニメでも初登場時はわずかに顔を見せる程度だったが、その後は香穂のパートナーとしてたびたび登場するようになる。
高橋先輩（たかはしせんぱい）
声 - 矢口雄
理子の片思い相手で部活の先輩（テニス部先輩）。ネイルを通じて理子といい雰囲気になる。
上川 準（かみかわ じゅん）
声 - 岸尾だいすけ
真紀子の想い人で、中学時代に真紀子のオシャレをからかった張本人。今は名古屋に住んでいる。彼が真紀子のオシャレをからかったのは照れくさかったからで、未海たちの協力で当時のことを真紀子に謝り彼女と和解した。
皇月 セイン（こうづき セイン）
声 - 鈴木恭輔
“プリクラ”のメンバーで、華恋の片腕。華恋の恋人になる。
剣崎 麗（けんざき れい）
声 - 竹内順子
“プリクラ”のメンバーで、同じく華恋の片腕。女の子ながら男性的な魅力で女子の人気は高いが、男子からは敬遠されがち。
ジュエル
声 - 高田奈央美
華恋のペット。オシャレが大好きなメスのリス。ロミオに一目ぼれしロミオがどっちを選ぶかをかけてテモテモとオシャレ対決をしたが、ロミオは「オレはおしゃれしてもしなくてもテモテモが好き」と言い、勝負は最初からジュエルの負けだった。その後、野生のオスのリスのダイ（後述）に出会い、恋をする。その話を聞いたテモテモによると「お嬢様と不良の恋」。
遠野 優作（とおの ゆうさく）
声 - 鷹嘴翼
リカが片思いしている相手で、まじめな図書委員。リカといい雰囲気になる。『ちゃお』2009年10月号の別冊ふろくによると、リカとデートするまでの関係になっているらしい。
英 明音（はなぶさ あかね）
声 - 西川葉月
人気のジュニアモデル。人気雑誌「Angel」オーディションの司会者でもある。
天城 高見（あまぎ たかみ）
声 - 三木眞一郎
明音の専属カリスマスタイリスト。未海を自分のものにしようとしたが、失敗に終わる。番外編にも登場し、来られなくなったアシスタントの替わりとして未海を抜擢、まあさのアシスタントをする。17歳らしい。
七井 アキノリ（なない アキノリ）
声 - 笹田貴之
姫香をフッた男。現彼女・アヤと付き合っていたが、彼を恨んでいる姫香の復讐によってアヤと別れるハメになった。アニメ版には現彼女のアヤは登場しない。
礼太（レータ）
声 - 岡本寛志
ルイを追って転校までしてきた子分的存在で、ルイを「アネさん」と呼ぶ。ルイと同じ関西人。常にルイを持ち上げ、良くも悪くも名コンビのよう。宝塚歌劇団の男役に憧れているメスのハムスターを飼っている。父親はホテル王であり、ローズマリー学園の理事長をしている。
早乙女 かおり（さおとめ かおり）
声 - 宮本茉奈
綺麗な顔をした保健の先生。27歳。鈴木知広の片思いの相手。未海のコーディネートで爽やかになった知広といい雰囲気に。
佐藤先生（さとうせんせい）
声 - 西村朋紘
ルイの担任。前髪が目に掛かっているボサボサ頭で白衣という格好だったが、未海とルイの対決で、ルイによってワイルドに格好良く変身するも、その後元通りになる。
出演しているアナウンサーに会いたいという理由で、未海とルイに「めちゃモテ☆グランプリ」という学校対抗のクイズ・ゲーム番組出場を要請。2人は馬鹿馬鹿しい理由に拒否するも、優勝賞品に目が眩み、潮・青・波人を連れ立って出場した。さらに番組に引率の際、ルイによって2度目の変身をする。
中田 広樹（なかた ひろき）
番外編に登場。美術部に入っている。いつも絵を描いている。テモテモのかつての片思いの相手。
利樹（りき）
番外編に登場。美夏と同じ事務所で、美夏の先輩モデル。カメラを見ると気絶してしまう。利樹と美夏のスキャンダルが発覚したが、ファンの力で吹っ切ることができた。
大塚 一路（おおつか いちろ）
番外編に登場。人気で一流の声優で、CDを何枚も出している。よくかりんをからかう。少し意地悪。
戸田 菜花（とだ なのか）
声 - 山本麻里安
番外編に登場。本棚の高い位置にある本を取れなくて困っていた時に西崎青に取ってもらったことがきっかけで、彼のことが好きになった。青の無愛想な性格を承知の上で告白するも「女は馬鹿だから嫌い」と言われ、彼の成績を抜けたら付き合ってもらう約束を取り付ける。人に頼らず一生懸命勉強するひたむきな姿に、女嫌いの青も次第に好意を抱くようになる。その後、『ちゃお』本誌で未海とルイが「ちぇりー」の宣伝のために「恋人たちをハッピーにするアクセ」をテーマとしたアクセサリーファッションショーを開催した際、青のパートナーとして登場。
八王子 梓（はちおうじ あずさ）
声 - 下和田裕貴
星野姫香の小学校時代の同級生だった男の子。夏祭りの会場で姫香と再会し、小学生の時からずっと姫香を好きだと告白した。その後、「ちぇりー」のアクセサリーファッションショーでも姫香のパートナーとして選ばれている。
アニメではバンドを組んでおり、ベースを担当している。
浅井 秋子（あさい あきこ）
声 - 小林優子
BG検定の主催者。同点決勝を想定していなかったらしく、延長戦が宝探しという美とは関係ないことで決める詰めの甘さがあった。
東雲 みーな（しののめ みーな）
未海に助けを求め、リボンの結び方を教えてもらう。正体は女装した波人で、自分のせいで（海里に関すること）ギクシャクしてしまった未海と潮を仲直りさせるための作戦だった。
アニメでは潮たちの中学時代の回想で登場。当時は犬猿の仲だった潮と青が仲良くなるきっかけを作った。しかし現在でも稀に女装することがあり、そのことが青と菜花の関係に波紋をもたらし、ひと騒動起こることになる。
津田 アツシ（つだ アツシ）
花園京子と同じ高校に通う友達。自分のせいでヤンキーになってしまった京子に困惑するが、未海のアドバイスで綺麗になった彼女を見て一安心し、その後いい雰囲気になる。
青山 慎一郎（あおやま しんいちろう）
声 - 藤田圭宣
アクセサリーショップ「ちぇりー」の店員で、アクセサリーを作っている男の子。かなり無愛想だが腕は確かで、一切の妥協を許さない。実は千絵里が思いを寄せる相手。
三倉 望（みくら のぞむ）
『ちゃおデラックス』に登場した人気中学生モデル。南まあさが思いを寄せる男の子だが、大人っぽい外見とは裏腹に凄いゲーム好きで、まあさを幻滅させた。しかし、まあさは「大人っぽい男の子が好き」と意地を張るも、彼を好きな気持ちを捨てられずゲーム友達として彼と付き合い続ける。その後、彼の方からまあさに「好き」と告白し、いい雰囲気になる。
西 康子（にし やすこ）
ちゃおちゃおテレビの「めちゃモテ☆グランプリ」に出演しているアナウンサー。佐藤先生が大ファン。名前の由来は、にしむらが大好きなテレビ番組『ちちんぷいぷい』に出ているアナウンサーの西靖。
西崎 紅子（にしざき こうこ）
声 - 茶乃
青の1番上の姉。青が5歳の頃、中学1年生だった。
西崎 真白（にしざき ましろ）
声 - 松村宏美
青の真ん中の姉。青が5歳の頃、11歳だった。
西崎 美鳥（にしざき みどり）
声 - 寒川ほのか
青の1番下の姉。青が5歳の頃、9歳だった。
岡山 しのぶ（おかやま しのぶ）
正三郎が通う七華院高校のクラスメイトで、クラス委員長をやっている。おさげ髪にメガネといった、絵に描いたような真面目な性格で、未海によって変身した際もリアクションが薄かった。チャラい正三郎によく苦言を呈するが、本来の姿に戻った正三郎に「本当の香川君のほうがいいと思います」と告げた。
練馬 大根（ねりうま おおね）
声 - 羽多野渉
アニメオリジナルキャラクター。マキの幼なじみ。第25話に登場。八百屋で働いている。訛りのある口調で話す。見た目はさえないが、温和で心優しい性格。マキに告白された時は、ギャルのマキもすっぴんのマキも両方好きだと言っていた。
二十九先生（にじゅうきゅせんせい）
声 - つんく♂
アニメ第1期の第26・27話とセカンドコレクションの第27話に登場。軽音楽部顧問。文化祭にて「合唱ファッションショー」を発案し、またMM3の3人に文化祭でバンドを組ませる。さらに合唱ファッションショーの本番直前に参加を拒否してしまった合唱部のみっきー（声 - みっきー）に代わり、未海をメインボーカルに抜擢した（みっきーは、その後翻意してショーに参加した）。モデルは声優を務めたつんく♂本人、つんく♂同様関西弁を話す。また、アニメのテーマソングの作詞作曲はつんく♂が「二十九先生」名義で担当。
Mr.ニック（ミスターニック）
声 - つんく♂
セカンドコレクションの第26・27話に登場。二十九先生の双子の兄。世界的に有名なおしゃれプロデューサーで、未海と衣舞をファッションショーの舞台で対決させる。弟とは異なり、英語混じりな言葉を話す。
ユージ
声 - 草尾毅
アニメオリジナルキャラクター。第1期の第50・51話とセカンドコレクションの41話に登場。オネエ口調のカリスマ美容師。「自分を『女の子』として扱ってくれた人物のために生まれ変わりたい」と言う未海のために、モテ子としてのオシャレや心構えに関する様々なアドバイスを施し、後の「めちゃモテ委員長」としての彼女に多大な影響を与えた、未海の師匠のような存在。
後にめちゃモテ委員長となった未海と再会し、彼女のミラクルチェンジ大作戦に協力している。
夏目 力（なつめ りき）
声 - 木内秀信
アニメオリジナルキャラクター。小麦色の肌をもつ夏っぽい男。東條たちの中学時代の先輩で、リッキー先輩と呼ばれる。実は衣舞とは幼馴染である。
ダミアン
声 - 吉田小百合
姫香のペット。黒猫。左の目の上に星模様が付いている。猫とは思えないほど飼い主の姫香に忠実で未海のコスメポーチを取ったり、潮のくじ引きの札をすり替えたりと姫香の作戦に協力している。
ロミオ
声 - 比嘉久美子
広樹のペット。元気でやんちゃなオスのハムスター。テモテモが広樹にフラれた時に現れ、すぐにいい雰囲気に。オシャレ対決でテモテモとケンカしたが今は仲直りし、ラブラブになった。
ジュリエット
広樹の元ペットで、既に死んでいる。お腹にピンクのハートがあるのが特徴で非常にデブなメスハムスターだった。広樹によると「テモテモに似ている」らしいが、テモテモは「全然似ていない!」と否定している。
ダイ
『ちゃおデラックス』の番外編で登場した野生のオスのリス。ジュエルが裏山の散歩で道に迷った上、野良犬に襲われていた所を助ける。木登りができないお嬢様なジュエルに最初はあきれるも、高い木にあるダイの巣穴へ行こうとヘトヘトになってまで木登りの練習をしたジュエルを認め、恋の予感が。

## 極楽!!めちゃモテ委員長
『極楽!!めちゃモテ委員長』（掲載時タイトル『極楽!!めちゃモテ委員長〜○○〜 新・極上!!めちゃモテ委員長番外編』。○○は副題）は、ちゃおDXホラー春号2013年3月号より連載の本編スピンオフのホラーコミック。当初番外編として読切掲載されたが好評を得て一話完結で連載されている。またちゃお本誌にも付録掲載。
魔海というキャラクターがストーリーテラーとなり、努力して自分を磨かせる本編とは逆に、努力をしないで手に入れた理想の世界によって結果的に不幸になる、笑ゥせぇるすまんやショコラの魔法のような因果応報的なストーリー仕立てになっている。

### 登場キャラクター（極楽）
北神 未海（きたがみ みみ）
本編の主人公。魔海のことは知らず、彼女が救えなかった女子生徒が魔海のターゲットになることが多い。
魔海（マミ）
ローズマリー学園内にある大鏡の裏側に住んでいる謎の少女。コンプレックスを持った少女たちを極楽の世界に誘う。容姿は未海と瓜二つで、出会った人物は皆未海と勘違いするが、未海の容姿をコピーしただけの別人であり、髪やセーラー服は暗い色合いで髪の分け目は未海とは逆になっている。口上は、「さぁ、あなたの極楽で舞い踊りなさい」。
大野 小町（おおの こまち）
『極楽案内人 魔海』に登場。自分はブスだと容姿にコンプレックスを持っている。「かわいいとブスが逆になった」極楽の世界に誘われるが、少しでもおしゃれができない世界に恐怖する。元の世界に戻った後、美玲におしゃれの秘訣を教えてほしいとお願いする。
美玲（みれい）
『極楽案内人 魔海』に登場。小町が嫉妬するおしゃれに気を配ったかわいい少女。極楽の世界ではブスだと逆にいじめられる。
月ヶ瀬 和花（つきかせ わか）
『理想の彼氏』に登場。木内先輩に憧れているもののどうせ振られるからとクールぶっている少女。「理想の彼氏がいる」極楽の世界に誘われるが、実は男性ロボットで恋愛ゲームをしている男性がいない世界だった。元の世界に戻った後は自信を持ってアプローチするようになった。
木内 潤（きうち じゅん）
『理想の彼氏』に登場。和花が憧れるバスケ部のエース。極楽の世界では和花の恋人となっているが、その行為は行きすぎて狂的な行動に出る。
宮根 萌（みやね もえ）
『私のステキなカミ』に登場。天然パーマにコンプレックスを持っている少女。天然パーマのせいで好きな人に告白する前にフラれる羽目になる。「自分の髪が思い通りになる」極楽の世界に誘われるが、髪自体が意識を持ち、髪を切ろうとした風紀の鬼頭先生を襲って、萌自身をも殺そうとした。元の世界に戻った後、髪に関する悩みで未海の所へ相談に訪れた。
佐藤 のどか（さとう のどか）
『甘い誘惑』に登場。ぽっちゃり体型を気にしている少女。風呂に入るだけでやせられる「楽してやせる」極楽の世界に誘われるが、実は体がキャンディーに変わっており風呂に入ると少しずつ溶け出していたため、長く入ると溶けすぎるため30分以内までと注意されていた。元の世界に戻った後、自力でダイエットに励むが極楽の世界による恐怖で、キャンディーにトラウマを抱いていた。
須和 実花（すわ みか）
『甘い誘惑』に登場。ブランド服を鼻にかけている少女。痩せたのどかに対抗してモデルにスカウトされたと自慢する。
高橋 星華（たかはし せいか）
『みんなのワタシ』に登場。クラスのアイドルを自称する容姿端麗だが、プライドの高い少女。彼氏がいて隠れ人気がある野間に嫉妬し、「自分だけがクラスのアイドル」な極楽の世界に誘われるが、言い寄る男子たちは星華は“みんなのもの”だとし、少し話しただけの水原を病院送りにするなど過激行動に出る。元の世界に戻った後、野間と水原に謝罪する。
野間（のま）
『みんなのワタシ』に登場。星華のクラスメイトで、金魚の世話をする地味な女の子だが密かに人気があり、水原という彼氏もいる。極楽の世界では、水原が病院送りになる原因を作った星華を恨み、彼女を観賞用に水槽に入れようとした。

## 極上!!めちゃモテ委員長-外伝- めちゃモテ委員長だった私が異世界でも極上めざします!

### 登場キャラクター（外伝）
北神 未海（きたがみ みみ） / ミミ・ノース
武蔵野森山学園高校2年生で6組の学級委員長。彼氏の潮とのデートの帰りに自動車に撥ねられ生死不明になる。目から覚めると異世界エムール王国にいて未海と瓜二つの貧乏貴族の娘、ミミ・ノースに転生（自称）してしまっていた。テモテモテ曰く歩いている時にバナナで転び、頭を打ち気絶して倒れて自室で眠っていた。その際、ミミの記憶が欠落、代わりに未海の記憶が流入してきた。Lesson14にて転生ではなく魔術師ホシノによって異世界転送されたことが判明した。さらに転送目的が潮であったため、エムール王都からほど遠い森に捨てられた。しかし、なぜミミと未海の人違いが起きてしまった理由は長らく不明であったが「ミミ・ノース」という少女は存在しておらずノース夫妻が遠出した際に森で倒れていた美海と出会いすぐさま介抱した。その際に夫妻はこの少女は神様からの贈り物だとして、ノース夫妻の娘にすることを決心。夫妻はテモテモテに辻褄合わせを協力し、美海がそのまま信じてしまったことが顛末であった。エムール王国の生活に慣れず、普段はテモテモテがサポートしている。めちゃモテ委員長としての経験を生かしてミラクルチェンジ大作戦を美の魔法（後述）が払えない悩める少女にレクチャーした結果、魔法なしで美しくなれると相談されまくり人気者となった。自分と潮とは運命に繋がれているからと信じておりエムール王国に転生した潮を探している。
テモテモテ
ミミのペット。見た目はハムスターだが、神獣という高次元の生き物のため、人のように言葉を習得してしゃべることができる。反面、寝言は煩い。テモテモに似ている。
ルシオ / 東條 潮（とうじょう うしお）
潮に似ている人物。エムール王国の第一王子。馬車にひかれそうになったミミを咄嗟に庇った。その際初めて会ったのに泣いていたミミに「東條君」と呼ばれ困惑するが、同時にミミに何かしらの感情がうごめいたことが示唆されている。実は東條潮本人で、ルシオ王子の身代わりに異世界転送させられており、さらにホシノの記憶改竄魔法によって潮としての記憶を封印されていることが判明した。Lesson17にて転送された森の先住民族たちにミミが狙撃されるのを庇って崖から落ち頭を打った際に潮としての記憶を取り戻した。
ルイーゼ
人を一定期間、外見を変化させることができる精霊を用いる美の魔法を使う魔法使い。ルイに似ている。生業にしているため金に煩く、魔法のグレードによってかける金額が異なる。ベリーダンス風の衣装を纏い、関西弁を話す。ミミにおしゃれバトルをしかけ、ミミが勝ったことで異世界でもめちゃモテ委員長となるきっかけを作った。
アオセル
青に似た人物。第二王子。ルシオの弟ということになっている。
ナミトス
波人に似た人物。第三王子。
アイリーン
ルシオの婚約者。隣国の王女。ウェーブかかったロングヘアーでおっとりとした人物。ずけずけルシオに取り入るミミをやんわりと受け入れた。
アネット＆ソネット
アイリーン主催のおしゃれ勝負の被験者。アイリーンの城で働く双子のメイドでアネットはルイーゼ側、ソネットはミミ側となった。アネットはルイーゼの魔法でお姫様に変身。そしてソネットも同じくお姫様に変身したが、どこか反応がぎこちないことが分かり、ミミが困惑したが現れたルシオの貴族服に目が輝き出したことで、いつもはアネットの可愛い服好きと母親の気持ちに合わせて自分を押し殺していたが実は異性装に憧れがあったことが判明した。急ピッチでルシオの働きでナミトスの服を借りて王子様系ファッションにミラクルチェンジさせた。
ホシノ
星野姫香に似たローブを纏った少女。正体は王妃直属の魔法使い。愛していたルシオ（本物）がメイドと駆け落ちしてしまい行方知れずとなり、ショックを受けた王妃が異世界から身代わりを探せと命令を受け、潮を召喚しようとした。ところが巻き添えで未海も召喚してしまったため、未海を遠い森に捨てた。そして潮の記憶そのものを改竄、ルシオに仕立てた。潮の記憶が戻ると王国としての失態がバレると不味いため、未海を無実の罪で捕らえ秘密裏にかなり遠い森に転送魔術を発動しようとしたが横槍（アオセル、ナミトス、ルイーゼ）が入り、どさくさにルシオも転送させる失態をしてしまった。
ジェシカ
ミミが異世界で初めてミラクルチェンジ大作戦をした心優しい少女。地味顔の貧乏貴族の娘でそのことでマチルダから虐められていた。馬車に轢かれそうになったところをミミに助けられたところ、乗っていたマチルダとルイーゼに2週間で可愛くさせ、舞踏会で一人でも男子からダンスの誘いがあったら勝ち（負けたらジェシカに今までの扱いを謝罪する）という勝負に巻き込まれてしまった。それでも地味な自分を変えたいと決意、ミミのレクチャーで洗顔と規則正しい生活をし、古いドレスをリフォームしたドレスを纏って舞踏会に参加した。男子から魔法では分からない内面からの魅力を放ち舞踏会の主役となった。
マチルダ
舞踏会を主催できるような財力を持つ貴族の美しき令嬢。しかし外見はルイーゼの魔法でつくられたもので、事あるごとに呼び出している。さらに性格も意地悪で貧乏なだけでジェシカを虐めていた。さらにジェシカを馬車に轢きそうになり助けたミミが謝罪を要求した。本人は謝る気は毛頭なくゴミ扱いしそれがルイーゼを巻き込みおしゃれ勝負に発展した。おしゃれ勝負の舞台と設定を持ち込んだのも彼女だったが、地味なジェシカを軽く見ていたためであった。しかし舞踏会当日ジェシカの変貌に唖然、さらに勝負にも敗北し、謝罪しながら退散した。
ルシオ（本物）
エムール王国の第一王子。メイドと恋仲になり、駆け落ちして行方知れずとなっている。そのことにショックを受けた王妃の命令でホシノにルシオそっくりの潮を召喚するきっかけとなってしまった。
ノース夫妻
エムール王国に暮らす仲睦まじい貧乏貴族の夫妻。子宝に恵まれず、ペットのテモテモテと暮らしていたが美海と出会い、神からの贈り物だとして美海を実娘同然に接していた。

## ゲーム

### 家庭用ゲーム機
コナミからニンテンドーDS用ゲームソフトが複数発売されている。第1作は、2008年7月27日に大阪市南港の見本市施設インテックス大阪3号館で行われた「ちゃお&ちゅちゅサマーフェスティバル2008」でゲームソフト化が明らかにされ、『ちゃお』では2008年10月号で発表された。
- 極上!!めちゃモテ委員長 めちゃモテDays、はじめますわっ!（2008年12月4日、カードゲーム版同時発売）
- 極上!!めちゃモテ委員長 ガールズ『モテ・カワ』BOX（2009年7月30日）
- 極上!!めちゃモテ委員長 MMタウンでミラクルチェンジ!（2009年12月10日）
- 極上!!めちゃモテ委員長 MMマイベストフレンド!（2010年11月25日）

### 業務用ゲーム機
『極上!!めちゃモテ委員長 クルモテ ガールズコンテスト!』（トレーディングカードアーケードゲーム）
開発元はアトラスである。2009年7月15日以降、順次『きらりん☆レボリューション クルキラ★アイドルDays』から入れ替わる形で、稼働している。他のトレーディングカードアーケードゲームと同じく、お金を入れるとクルモテカードが1枚出てくる仕掛けとなっている。衣装やメイクのデータは専用のICカードで保存でき、カード置き場にICカードをセットすることで保存できる。ICカードはゲームセンターや玩具売り場で販売されている。メイクする際の操作はタッチパネルで行う。なお、画面に直接タッチできるわけではない。

## テレビアニメ
2009年4月4日から2011年4月10日までテレビ東京ほかにて放送された。
3Dと2DのCGが混在する作画である。3Dと2Dが同じ画面上で同時に使用されることもある。第14話から第27話あたりまでは、本編に3Dを一切使わず、2Dのみで統一された作画となっていたが、第28話より再び本編のほとんどが3DCGで統一されるようになった。
2D制作はSynergySPで、キャラクターデザインは萩原祥子と甲藤円が参加。演出面では藤本義孝、脚本では福田裕子が参加している。
字幕放送を実施。北神未海のセリフは赤、テモテモのセリフは茶色、それ以外の人物はオレンジで表示される。
2010年4月3日放送の第52話よりタイトルが『極上!!めちゃモテ委員長 セカンドコレクション』となった。また月1回、月末（テレビ東京での放送日を基準）に前回までのおさらいと最新のおしゃれ情報を全編で放送する『MMTV』（めちゃモテティーヴィ）の放送を開始した。なおMMTVには未海、波人、おはガールのえりか（田中絵里花、2010年7月のMMTVより）が登場していた。
このアニメの終了を以って、テレビ東京において『Dr.リンにきいてみて!』から9年7か月続いた『ちゃお』連載漫画原作のアニメ枠は消滅した。
また､テレビ東京系列外のテレビ局では『きらりん☆レボリューション』の後番組として多く放送された。

### スタッフ
- 原作 - にしむらともこ
- 企画 - 沢辺伸政、中沢利洋、都築博→田中茂裕→八田紳作
- 監督 - 小坂春女（第1期）、荒川眞嗣（第2期）
- シリーズ構成 - 高橋ナツコ
- キャラクターデザイン - 萩原しょう子（萩原祥子）
- プロップデザイン - 甲藤円（甲藤まどか）
- 音響監督 - 柴本浩行
- CGチーフディレクター - 安田兼盛
- 美術監督 - 萩原正巳（第1期）、森尾麻紀（第2期）
- 音楽 - 中川幸太郎、五十嵐“IGAO”淳一
- 色彩設計 - 辻田邦夫
- 撮影監督 - 松田範雄
- アニメーションプロデューサー - 西山宗弘→内田哲夫、阿部勇（第1期）
- プロデューサー - 吉野文→奈良初男、鈴木隆浩→大野亮介、佐藤麻夕美
- アニメーション制作協力 - SynergySP（第1期）
- アニメーション制作 - 小学館ミュージック&デジタル エンタテイメント
- CGディレクター - こうけつかずこ、菅野高明、徳田一直、神山広樹、長嶋立架、高田昌吾、佐藤明登、原幸夫、近藤栄司、滝田勇介
- レクチャーパートディレクター - 大森清一郎（第2期）
- 製作 - テレビ東京、テレビ東京メディアネット、小学館集英社プロダクション

### 主題歌
オープニング、エンディング共に発売元はTNXで販売元はポニーキャニオン。

#### オープニングテーマ
「めちゃモテ I LOVE YOU」（第1話 - 第27話）
作詞・作曲 - 二十九先生（軽音楽部顧問） / 編曲 - 平田祥一郎 / 歌 - MM学園 合唱部
「大好きになれっ!」（第28話 - 第43話）
作詞・作曲 - 二十九先生（軽音楽部顧問） / 編曲 - 鈴木俊介 / 歌 - 北神未海（小川真奈）with MM学園 合唱部　DVDでは第39話まで。
「元気になれっ!」（第44話 - 第51話）
作詞・作曲 - 二十九先生（軽音楽部顧問） / 編曲 - 平田祥一郎 / 歌 - 北神未海（小川真奈）with MM学園 合唱部　DVDでは第40話から使用され、エンディングとしての使用はない。
「君が主役さっ!」（第52話 - 第78話）
作詞・作曲 - 二十九先生（軽音楽部顧問） / 編曲 - 平田祥一郎 / 歌 - 北神未海（小川真奈）with MM学園 合唱部
「おしゃれ マイドリーム」（第79話 - 第102話）
作詞・作曲 - 二十九先生（軽音楽部顧問） / 編曲 - 平田祥一郎 / 歌 - 北神未海（小川真奈）with MM学園 合唱部

#### エンディングテーマ
「キレイになりたい」（第1話 - 第13話）
作詞・作曲 - 二十九先生（軽音楽部顧問） / 編曲 - 湯浅公一 / 歌 - MM学園 合唱部
「めちゃモテ!サマー」（第14話 - 第27話）
作詞・作曲 - 二十九先生（軽音楽部顧問） / 編曲 - 大久保薫 / 歌 - MM学園 合唱部
「こころ 君に届け」（第28話 - 第39話）
作詞・作曲 - 二十九先生（軽音楽部顧問） / 編曲 - 湯浅公一 / 歌 - MM3［東條潮（大島崚）、西崎青（安倍龍太郎）、南雲波人（渡辺友裕）］
「元気になれっ!」（第40話 - 第43話）
作詞・作曲 - 二十九先生（軽音楽部顧問） / 編曲 - 平田祥一郎 / 歌 - 北神未海（小川真奈）with MM学園 合唱部
TVでの放映時のみ。
「モテレッチソング」（第44話 - 第51話・MMTV放送時〈vol.5以前〉）
作曲・作詞 - 二十九先生（軽音楽部顧問） / 編曲 - 田中直 / 歌 - 北神未海（小川真奈）with MM学園 合唱部
DVDでは第40話から用いられている。
「この手の中に」（第52話 - 第63話）
作詞・作曲 - 二十九先生（軽音楽部顧問） / 編曲 - 藤澤慶昌 / 歌 - MM3［東條潮（大島崚）、西崎青（安倍龍太郎）、南雲波人（渡辺友裕）］
「めちゃモテたいっ!」（第65話 - 第78話）
作詞・作曲 - 二十九先生（軽音楽部顧問） / 編曲 - 平田祥一郎 / 歌 - 北神未海（小川真奈）with MM学園 合唱部
「モテレッチソング2」（MMTV放送時〈vol.6以降〉）
作曲・作詞 - 二十九先生（軽音楽部顧問） / 編曲 - 鈴木Daichi秀行 / 歌 - 北神未海（小川真奈）with MM学園 合唱部
「エレガントガール」（第79話 - 第101話）
作詞・作曲 - 二十九先生（軽音楽部顧問） / 編曲 - 江上浩太郎 / 歌 - 氷室衣舞（菅谷梨沙子 / Berryz工房）
- 主題歌を歌っているMM学園 合唱部の部員数は33人という設定であるが、実際に歌っているのはキャナァーリ倶楽部、THE ポッシボー、ピーチ、えり〜な、ちーちゃんの15人である。

### 各話リスト

#### 第1期
| 話数 | サブタイトル                                         | 脚本                | 絵コンテ          | 演出                | 作画監督                            | CGディレクター          | 放送日        |
| ---- | ---------------------------------------------------- | ------------------- | ----------------- | ------------------- | ----------------------------------- | ----------------------- | ------------- |
| 1    | 噂（うわさ）のめちゃモテ委員長ですわっ               | 高橋ナツコ          | 小坂春女          | 小坂春女            | 小林ゆかり 福井明博                 |                         | 2009年 4月4日 |
| 2    | ミラクルチェンジ大作戦ですわっ                       | 高橋ナツコ          | 剛田隼人 小坂春女 | 剛田隼人            | 小林ゆかり                          |                         | 4月11日       |
| 3    | ツルピカお肌でめちゃモテですわっ                     | 渡邊大輔            | 羽原久美子        | 羽原久美子          | 小林ゆかり                          |                         | 4月18日       |
| 4    | 恋するミニスカ大作戦ですわっ                         | 福田裕子            | 吉田健次郎        | 吉田健次郎          | 福井明博 安斉佳恵                   |                         | 4月25日       |
| 5    | 姿勢正してモテ子に変身ですわっ                       | 高橋ナツコ          | 小坂春女 四谷光宏 | 三浦辰夫 金田貞徳   | 小林ゆかり                          |                         | 5月2日        |
| 6    | 涙のさよならミッションですわっ                       | 高橋ナツコ          | 剛田隼人          | 剛田隼人            | 山沢実                              |                         | 5月9日        |
| 7    | ジミ子から…ジミモテ子に変身ですわっ                  | ふでやすかずゆき    | 山崎たかし        | 川西泰二            | 福井明博                            |                         | 5月16日       |
| 8    | まさかの恋のトライアングルですわっ 前篇              | 武上純希            | 羽原久美子        | 三浦辰夫 金田貞徳   | 都竹隆治 重松しんいち               |                         | 5月23日       |
| 9    | まさかの恋のトライアングルですわっ 後篇              | 武上純希            | 山崎たかし        | 三浦辰夫 金田貞徳   | 福井明博                            |                         | 5月30日       |
| 10   | きらモテ! ネイル大作戦ですわっ                       | 福田裕子            | 羽原久美子        | 剛田隼人            | 相坂ナオキ Lee Jae Won              |                         | 6月6日        |
| 11   | 桜色! ラブパワー大作戦ですわっ                       | 赤尾でこ            | 剛田隼人          | しのみやすゆき      | 福井明博 山沢実                     |                         | 6月13日       |
| 12   | 変身! ハンサムモテ子に変身ですわっ                   | 坪田文              | 小坂春女          | 川西泰二            | 都竹隆治 田中正弥 Kim Jung Woo      |                         | 6月20日       |
| 13   | 言葉は心の鏡、ミッションすみまペンですわっ           | ふでやすかずゆき    | 羽原久美子        | 羽原久美子          | 杉本光司 山崎輝彦 菊永千里 宮崎修治 |                         | 6月27日       |
| 14   | 王子様はブルーですわっ                               | 渡邊大輔            | 剛田隼人          | 三浦辰夫 金田貞徳   | しんごーやすし                      |                         | 7月4日        |
| 15   | くるりん! きまわしコーデでモテファッションですわっ   | 福田裕子            | 山崎たかし        | 喜多幡徹            | 山本径子 山沢実 柳世炯              |                         | 7月11日       |
| 16   | 夏ですわっ! 臨海学校ですわっ                         | 武上純希            | 四分一節子        | 鈴木敏明            | Kim Yong Sik 石堂伸晴               |                         | 7月18日       |
| 17   | 夏の海は大荒れ、恋する乙女心も荒れ荒れですわっ       | 高橋ナツコ          | しのみやすゆき    | しのみやすゆき      | 重松しんいち 田中正弥 都竹隆治      |                         | 7月25日       |
| 18   | モテ子は前を向いて歩くんですわっ                     | 赤尾でこ            | 藤本義孝          | 松浦錠平            | 伊佐英明                            |                         | 8月1日        |
| 19   | スマイル! めちゃモテ未海でフォトジェニックですわっ   | 福田裕子            | さゆみれい        | 三浦辰夫 金田貞徳   | 小林ゆかり 山沢実 柳世炯            |                         | 8月8日        |
| 20   | 委員長、まさかのスタイリストデビュー!? ですわっ      | 武上純希            | 四分一節子        | 羽原久美子          | 宮崎修治 牛島希                     |                         | 8月15日       |
| 21   | オーディション!? 未海ちゃんDOKI☆DOKIですわっ         | ふでやすかずゆき    | 山崎たかし        | 筑紫大介            | 重松しんいち 都竹隆治               |                         | 8月22日       |
| 22   | 最終審査! めざせ極上モデルですわっ                   | 坪田文              | 西村順二          | 石川敏浩            | 輿石暁 杉田葉子                     |                         | 8月29日       |
| 23   | めちゃモテ☆ボーイズメモワールですわっ                | 渡邊大輔 高橋ナツコ | 須永司            | 三家本泰美          | 山沢実 小林ゆかり 柳世炯            |                         | 9月5日        |
| 24   | 秋色おしゃれ! の引き算マスターですわっ               | 赤尾でこ            | 羽原久美子        | 鈴木敏明            | Zang You Shick 山本道隆             |                         | 9月12日       |
| 25   | めざせすっぴんモテ子! 野菜を食べやさいですわっ       | 福田裕子            | 四分一節子        | 三浦辰夫 金田貞徳   | 山本翔 香田知樹                     |                         | 9月19日       |
| 26   | 文化祭! めちゃモテ合唱部ですわっ                     | 高橋ナツコ          | 須永司            | 小林孝志            | Lee Jae Won Kim Yong Sik            |                         | 9月26日       |
| 27   | 北神未海、うたいます! とどけ恋の応援歌ですわっ       | 福田裕子            | 西村純二          | 三家本泰美 小坂春女 | 山沢実 柳世炯 古阪美妃              |                         | 10月3日       |
| 28   | ライバルはセクシー委員長ですわっ                     | 武上純希            | 大畑晃一          | しのみやすゆき      | 宮崎修治                            | こうけつかずこ          | 10月10日      |
| 29   | アースカラーで明日から爽やかですわっ                 | 赤尾でこ            | 玉川真人          | 玉川真人            | 宮崎修治                            | 徳田一直 神山広樹       | 10月17日      |
| 30   | Ohロミオさま! テモテモの恋ですわっ                   | ふでやすかずゆき    | 小坂春女          | 筑紫大介            | 宮崎修治                            | 長嶋立架 高田昌吾       | 10月24日      |
| 31   | 恋のバトル! ビューティーガール検定ですわっ           | 渡邊大輔            | 羽原久美子        | 羽原久美子          | 牧内ももこ                          | 佐藤明登                | 10月31日      |
| 32   | イメチェン対決! ミラクルVSセクシーですわっ           | 坪田文              | 西村純二          | 三浦辰夫 金田貞徳   | 宮崎修治                            | 原幸夫                  | 11月7日       |
| 33   | 生まれ変われ女の子! レッツ・ビューティフルですわっ   | ふでやすかずゆき    | 四分一節子        | 奥野耕太            | 牧内ももこ                          | 近藤栄司                | 11月14日      |
| 34   | 延長戦! 花嫁のティアラは誰の手にですわっ             | 武上純希            | 須永司            | 鈴木敏明            | 宮崎修治                            | こうけつかずこ          | 11月21日      |
| 35   | 開設! 委員長のめちゃモテ相談室ですわっ               | 渡邊大輔 高橋ナツコ | 西村純二          | 内山まな            | 牧内ももこ                          | 長嶋立架 滝田勇介       | 11月28日      |
| 36   | ジュテーム! めちゃモテ王子とニコイチですわっ         | 福田裕子            | 玉川真人          | 玉川真人            | 宮崎修治                            | 高田昌吾                | 12月5日       |
| 37   | プリクラ解散!? 可憐なニキビで大騒動ですわっ          | 赤尾でこ            | しのみやすゆき    | しのみやすゆき      | 牧内ももこ                          | 佐藤明登                | 12月12日      |
| 38   | オンリーワンの輝き! クリスマスアクセですわっ         | 渡邊大輔 高橋ナツコ | 西村純二          | 浅見松雄            | 宮崎修治                            | 原幸夫                  | 12月19日      |
| 39   | 二人でチェリー! 約束のピンキーリングですわっ         | 坪田文              | 須永司            | 奥野耕太            | 牧内ももこ                          | 近藤栄司                | 12月26日      |
| 40   | 乙女の足はホットラブリーでいくのですわっ             | 赤尾でこ            | 羽原久美子        | 羽原久美子          | 宮崎修治                            | こうけつかずこ          | 2010年 1月9日 |
| 41   | メイドデビュー!? おもてなしでめちゃモテですわっ      | 武上純希            | しのみやすゆき    | 鈴木敏明            | 牧内ももこ                          | 長嶋立架 滝田勇介       | 1月16日       |
| 42   | 十人十色! ブラックコーデはこうでねえとですわっ       | 福田裕子            | 四分一節子        | 内山まな            | 宮崎修治                            | 高田昌吾                | 1月23日       |
| 43   | レッツモテレッチ! 美脚モテ子に変身ですわっ           | ふでやすかずゆき    | 西村純二          | しのみやすゆき      | 牧内ももこ                          | 佐藤明登 福田仁史       | 1月30日       |
| 44   | バーゲンでおしゃれバトルですわっ                     | 福田裕子            | 玉川真人          | 玉川真人            | 宮崎修治                            | 原幸夫                  | 2月6日        |
| 45   | きらきらバレンタイン! プレゼントはおまかせですわっ   | 武上純希            | 加戸誉夫          | 奥野耕太            | 牧内ももこ                          | 近藤栄司                | 2月13日       |
| 46   | めちゃモテボディはハート食べですわっ                 | 赤尾でこ            | 西村純二          | 天野久児            | 宮崎修治                            | こうけつかずこ 菅野高明 | 2月20日       |
| 47   | 足元モテ子でシンデレラですわっ                       | ふでやすかずゆき    | 須永司            | しのみやすゆき      | 宮崎修治                            | 長嶋立架 滝田勇介       | 2月27日       |
| 48   | ラブMIX! 王子の愛でロックプリンセスですわっ          | 坪田文              | 玉川真人          | 玉川真人            | 宮崎修治                            | 高田昌吾                | 3月6日        |
| 49   | 春よ来い! あったか着やせテクですわっ                 | 福田裕子            | 四分一節子        | 内山まな            | 宮崎修治                            | 佐藤明登 福田仁史       | 3月13日       |
| 50   | 伝説のヤンキー! やんちゃなレディーにさよならですわっ | 赤尾でこ            | 須永司            | 奥野耕太            | 宮崎修治                            | 原幸夫                  | 3月20日       |
| 51   | 委員長誕生! 涙のミラクルチェンジですわっ             | 武上純希            | 小坂春女          | 小坂春女            | 萩原しょう子                        | 近藤栄司                | 3月27日       |

#### セカンドコレクション
| 話数 | 通算話数 | サブタイトル                                         | 脚本                | 絵コンテ          | 演出              | 作画監督     | CGディレクター          | 放送日        |
| ---- | -------- | ---------------------------------------------------- | ------------------- | ----------------- | ----------------- | ------------ | ----------------------- | ------------- |
| 1    | 52       | おしゃれ番長!? ライバル登場ですわっ                  | 高橋ナツコ          | 荒川眞嗣          | しのみやすゆき    | -            | 長嶋立架 滝田勇介       | 2010年 4月3日 |
| 2    | 53       | ぽっちゃりモテ子でモテデコですわっ                   | 武上純希            | 佐山聖子          | 天野久児          | -            | こうけつかずこ 菅野高明 | 4月10日       |
| 3    | 54       | 小悪魔モテ子とネイル対決ですわっ                     | 福田裕子            | 玉川真人          | 玉川真人          | -            | 高田昌吾                | 4月17日       |
| 4    | 55       | MMTV vol.1                                           | 山形遼介            |                   | 東小野誠          | -            |                         | 4月24日       |
| 5    | 56       | モテデコ手帳! セレブもビックリ大人コーデですわっ     | 赤尾でこ            | 須永司            | 内山まな          | -            | 原幸夫 金田貞徳         | 5月1日        |
| 6    | 57       | モテアイテム! 二人を結ぶリボンコーデですわっ         | 坪田文              | 鈴木薫            | 鈴木薫            | -            | 福田仁史 真鍋俊         | 5月8日        |
| 7    | 58       | ミニスカはいてモテ子の道をすすむんですわっ           | 渡邊大輔 高橋ナツコ | 須永司            | 奥野耕太          | -            | 長嶋立架 吉田健         | 5月15日       |
| 8    | 59       | 寝る子はモテる!? 眠れる森のモテ子対決ですわっ        | 武上純希            | しのみやすゆき    | しのみやすゆき    | 萩原しょう子 | こうけつかずこ 菅野高明 | 5月22日       |
| 9    | 60       | MMTV vol.2                                           | 山形遼介            |                   |                   | 東小野誠     |                         | 5月29日       |
| 10   | 61       | モテレイン♪ 雨の日はデートびよりですわっ             | 福田裕子            | 玉川真人          | 玉川真人          | 萩原しょう子 | 高田昌吾                | 6月5日        |
| 11   | 62       | モテますカラでデカ目にな〜れですわっ                 | 坪田文              | 須永司            | 天野久児          | 萩原しょう子 | 原幸夫                  | 6月12日       |
| 12   | 63       | モテデコ文房具で友だちゲットですわっ                 | 赤尾でこ            | 羽原久美子        | 羽原久美子        | 萩原しょう子 | 福田仁史                | 6月19日       |
| 13   | 64       | MMTV vol.3                                           | 山形遼介            |                   |                   | 東小野誠     |                         | 6月26日       |
| 14   | 65       | 夏男登場! めちゃモテメンズコレクションですわっ       | 高橋ナツコ          | 荒川眞嗣          | 内山まな          | 萩原しょう子 | 長嶋立架 吉田健         | 7月3日        |
| 15   | 66       | チャームは思い出のしおりですわっ                     | 福田裕子            | 玉川真人          | 玉川真人          | 萩原しょう子 | こうけつかずこ 菅野高明 | 7月10日       |
| 16   | 67       | モテ子の夏はマリンルックで決まりっですわっ           | 武上純希            | しのみやすゆき    | しのみやすゆき    | 萩原しょう子 | 高田昌吾                | 7月17日       |
| 17   | 68       | めちゃモテ水着で海辺のヒロインですわっ               | 赤尾でこ            | 奥野耕太 荒川眞嗣 | 奥野耕太 荒川眞嗣 | 萩原しょう子 | 原幸夫                  | 7月24日       |
| 18   | 69       | MMTV vol.4                                           | 山形遼介            |                   |                   | 東小野誠     |                         | 7月31日       |
| 19   | 70       | メガバッグで恋の一本勝負ですわっ                     | 杉浦真夕            | 羽原久美子        | 羽原久美子        | 萩原しょう子 | 福田仁史                | 8月7日        |
| 20   | 71       | レッツお泊まり会 集まれめちゃモテガールズですわっ    | 坪田文              | 玉川真人          | 玉川真人          | 萩原しょう子 | 長嶋立架 吉田健         | 8月14日       |
| 21   | 72       | 夏の恋はスムージーでスムーズですわっ                 | 武上純希            | 荒川眞嗣          | 内山まな          | 萩原しょう子 | こうけつかずこ 菅野高明 | 8月21日       |
| 22   | 73       | MMTV vol.5                                           | 山形遼介            |                   |                   | 東小野誠     |                         | 8月28日       |
| 23   | 74       | モテグマで広がれ! 友だちの輪!ですわっ                | 高橋ナツコ          | しのみやすゆき    | しのみやすゆき    | 萩原しょう子 | 高田昌吾                | 9月4日        |
| 24   | 75       | 親子でハッピーモテデコリメイクですわっ               | 赤尾でこ            | 大畑晃一          | 奥野耕太          | 萩原しょう子 | 原幸夫                  | 9月11日       |
| 25   | 76       | セクシー委員長ふたたび! めちゃモテ文化祭ですわっ     | 福田裕子            | 玉川真人          | 玉川真人          | 萩原しょう子 | 福田仁史                | 9月18日       |
| 26   | 77       | MMTV vol.6                                           | 山形遼介            |                   |                   | 東小野誠     |                         | 9月25日       |
| 27   | 78       | マイドリーム! めちゃモテガールズコレクションですわっ | 福田裕子            | 荒川眞嗣          | 天野久児          | 萩原しょう子 | 長嶋立架 吉田健         | 10月2日       |
| 28   | 79       | カラーコーデで恋の方程式ですわっ                     | 杉浦真夕            |                   | しのみやすゆき    | 萩原しょう子 | こうけつかずこ 菅野高明 | 10月9日       |
| 29   | 80       | ラブリー? セクシー? ヒョウ柄対決ですわっ             | 坪田文              |                   | 羽原久美子        |              | 高田昌吾                | 10月16日      |
| 30   | 81       | バニティでめざせ 世界のモテ子ですわっ                | 赤尾でこ            | 荒川眞嗣          | 内山まな          | 萩原しょう子 | 原幸夫                  | 10月23日      |
| 31   | 82       | MMTV vol.7                                           | 山形遼介            |                   |                   | 東小野誠     |                         | 10月30日      |
| 32   | 83       | モテ弁当であまーいピクニックですわっ                 | 武上純希            |                   | 玉川真人          |              | 福田仁史                | 11月6日       |
| 33   | 84       | ハリウッドセレブ! 香りは恋のパートナーですわっ       | 高橋ナツコ          | 佐山聖子          | 奥野耕太          |              | 長嶋立架 滝田勇介       | 11月13日      |
| 34   | 85       | 香りはモテ子のアクセサリーですわっ                   | ふでやすかずゆき    | 佐山聖子          | 天野久児          | 萩原しょう子 | こうけつかずこ 菅野高明 | 11月20日      |
| 35   | 86       | MMTV vol.8                                           | 山形遼介            |                   |                   | 東小野誠     |                         | 11月27日      |
| 36   | 87       | 冬モテはブーツできまりですわっ                       | 土谷三奈            |                   | しのみやすゆき    |              | 高田昌吾                | 12月4日       |
| 37   | 88       | モテ子はそばかすなんか気にしない!ですわっ            | 福田裕子            |                   | 羽原久美子        |              | 原幸夫                  | 12月11日      |
| 38   | 89       | ミラクルクリスマス♥ 運命のサンタさんですわっ         | 赤尾でこ            | 荒川眞嗣          | 内山まな          | 萩原しょう子 | 福田仁史                | 12月18日      |
| 39   | 90       | MMTV vol.9                                           | 山形遼介            |                   |                   | 東小野誠     |                         | 12月25日      |
| 40   | 91       | できるモテ子は夢をかなえるモテ貯金ですわっ           | 杉浦真夕            |                   | 羽原久美子        |              | 長嶋立架 滝田勇介       | 2011年 1月8日 |
| 41   | 92       | 美女と野獣! お嬢様とコワモテ番長の恋ですわっ         | 坪田文              |                   | 玉川真人          |              | こうけつかずこ 菅野高明 | 1月15日       |
| 42   | 93       | 冬をモテデコ! 雪ガールコーデでラブラブですわっ       | 坪田文              |                   | しのみやすゆき    | 萩原しょう子 | 高田昌吾                | 1月22日       |
| 43   | 94       | MMTV vol.10                                          | 山形遼介            |                   |                   | 東小野誠     |                         | 1月29日       |
| 44   | 95       | ちょっと上いくモテ子は聞き上手ですわっ               | ふでやすかずゆき    | 荒川眞嗣          | 奥野耕太          |              | 原幸夫                  | 2月5日        |
| 45   | 96       | みんなでハッピー! 友チョコバレンタインですわっ       | 武上純希            |                   | しのみやすゆき    |              | 福田仁史                | 2月12日       |
| 46   | 97       | モテ子の友情はプライスレスですわっ                   | 福田裕子            |                   | 玉川真人          |              | 安田兼盛 長嶋立架       | 2月19日       |
| 47   | 98       | MMTV vol.11                                          | 山形遼介            |                   |                   | 東小野誠     |                         | 2月26日       |
| 48   | 99       | 初恋とリボンとホワイトデーですわっ                   | 赤尾でこ            | 荒川眞嗣          | 天野久児          |              | こうけつかずこ 菅野高明 | 3月5日        |
| 49   | 100      | 委員長卒業!? 芸能界デビュー!? ですわっ               | 高橋ナツコ          | 荒川眞嗣          | 内山まな          | 萩原しょう子 | 高田昌吾 吉田健         | 3月19日       |
| 50   | 101      | モテ子は永遠に不滅ですわっ                           | 高橋ナツコ          | 荒川眞嗣          | 羽原久美子        | 萩原しょう子 | 安田兼盛 原幸夫         | 3月26日       |
| 51   | 102      | MMTV vol.12                                          | 山形遼介            |                   |                   | 東小野誠     |                         | 4月10日       |

- 2011年3月12日は東北地方太平洋沖地震（東日本大震災）の特別番組放送のため休止となった。このため1週分放送が順延となり、本来の最終回にあたる「MMTV vol.12」は4月10日日曜10:00から振替放送されることになった。

### 日本国内での放送
| 放送地域       | 放送局             | 放送期間                      | 放送日時           | 放送系列                      | 備考                                   |
| -------------- | ------------------ | ----------------------------- | ------------------ | ----------------------------- | -------------------------------------- |
| 関東広域圏     | テレビ東京         | 2009年4月4日 - 2011年4月10日  | 土曜 9:00 - 9:30   | テレビ東京系列                | 製作局                                 |
| 大阪府         | テレビ大阪         | 2009年4月4日 - 2011年4月10日  | 土曜 9:00 - 9:30   | テレビ東京系列                | 同時ネット                             |
| 愛知県         | テレビ愛知         | 2009年4月4日 - 2011年4月10日  | 土曜 9:00 - 9:30   | テレビ東京系列                | 同時ネット                             |
| 沖縄県         | 琉球朝日放送       | 2009年4月11日 - 2011年4月16日 | 土曜 6:30 - 7:00   | テレビ朝日系列                | [ 注 3 ]                               |
| 北海道         | テレビ北海道       | 2009年4月11日 - 2011年4月10日 | 土曜 7:00 - 7:30   | テレビ東京系列                |                                        |
| 岡山県・香川県 | テレビせとうち     | 2009年4月11日 - 2011年4月10日 | 土曜 7:00 - 7:30   | テレビ東京系列                |                                        |
| 福岡県         | TVQ九州放送        | 2009年4月11日 - 2011年4月10日 | 土曜 7:00 - 7:30   | テレビ東京系列                |                                        |
| 大分県         | テレビ大分         | 2009年4月14日 - 2011年4月18日 | 火曜 16:25 - 16:55 | 日本テレビ系列 フジテレビ系列 | 2010年10月より月曜の夕方の時間に移動。 |
| 島根県・鳥取県 | 山陰放送           | 2009年4月19日 - 2011年4月17日 | 日曜 6:15 - 6:45   | TBS系列                       |                                        |
| 日本全域       | AT-X               | 2009年4月19日 - 2011年4月17日 | 日曜 7:30 - 8:00   | CS放送                        | リピート放送あり                       |
| 静岡県         | 静岡放送           | 2009年4月19日 - 2011年5月15日 | 日曜 6:15 - 6:45   | TBS系列                       |                                        |
| 青森県         | 青森朝日放送       | 2009年4月23日 - 2011年4月21日 | 木曜 15:54 - 16:24 | テレビ朝日系列                | [ 注 4 ]                               |
| 鹿児島県       | 鹿児島テレビ       | 2009年4月27日 - 2011年5月23日 | 月曜 15:30 - 16:00 | フジテレビ系列                |                                        |
| 石川県         | 北陸放送           | 2009年5月6日 - 2011年5月17日  | 水曜 16:24 - 16:52 | TBS系列                       |                                        |
| 岩手県         | 岩手めんこいテレビ | 2009年5月21日 - 2011年6月9日  | 木曜 16:54 - 17:24 | フジテレビ系列                | [ 注 5 ]                               |
| 長崎県         | 長崎国際テレビ     | 2009年6月6日 - 2011年6月11日  | 土曜 10:00 - 10:30 | 日本テレビ系列                |                                        |
| 高知県         | テレビ高知         | 2009年6月8日 - 2011年6月26日  | 日曜 5:45 - 6:15   | TBS系列                       | [ 注 6 ]                               |
| 愛媛県         | 南海放送           | 2009年6月10日 - 2011年5月25日 | 水曜 15:53 - 16:21 | 日本テレビ系列                |                                        |
| 宮城県         | 東日本放送         | 2009年6月15日 - 2011年6月20日 | 月曜 15:55 - 16:24 | テレビ朝日系列                |                                        |
| 新潟県         | 新潟総合テレビ     | 2009年6月22日 - 2011年7月11日 | 月曜 15:30 - 15:57 | フジテレビ系列                | [ 注 7 ]                               |
| 山形県         | 山形放送           | 2009年7月16日 - 2011年8月4日  | 木曜 16:00 - 16:30 | 日本テレビ系列                |                                        |
| 日本全域       | キッズステーション | 2009年7月21日 - 2011年7月26日 | 火曜 7:30 - 8:00   | CS放送                        | リピート放送あり                       |
| 長野県         | 長野放送           | 2009年8月13日 - 2011年8月11日 | 木曜 15:30 - 16:00 | フジテレビ系列                |                                        |
| 広島県         | 広島ホームテレビ   | 2009年8月15日 - 2011年9月17日 | 土曜 7:30 - 8:00   | テレビ朝日系列                |                                        |
| 福島県         | 福島中央テレビ     | 2009年9月20日 - 2011年11月6日 | 日曜 6:00 - 6:30   | 日本テレビ系列                |                                        |
| 和歌山県       | テレビ和歌山       | 2011年4月23日 - 2013年5月4日  | 土曜 9:30 - 10:00  | 独立局                        |                                        |

### 日本国外での放送
時間帯は全て現地時間。
 香港
2016年4月4日から7月27日までViuTVにて、『戀愛班長』（第1期）のタイトルで毎週月曜から水曜の17時30分 - 18時00分に放送。広東語 & 日本語二カ国語放送、繁体字字幕あり。
2016年11月23日から2017年2月21日までViuTVにて、『戀愛班長2』（セカンドコレクション）のタイトルで毎週月曜から水曜の17時30分 - 18時00分に放送。広東語 & 日本語二カ国語放送、繁体字字幕あり。
2017年5月7日よりViuTVにて、『戀愛班長』（第1期，第1 - 15、17 - 51話）のタイトルで毎週土曜から日曜の10時00分 - 10時30分に再放送。広東語 & 日本語二カ国語放送、繁体字字幕あり。

## 舞台
つんく♂THEATERの第9弾『～めちゃモテ劇場～「めちゃモテ委員長VSめちゃモテ反対委員会ですわっ!」』として、2011年1月6日から10日まで六行会ホールにて公演された。全16公演。

### スタッフ（舞台）
- プロデュース - つんく♂
- 脚本 - 坪田文（空間ゼリー）
- 演出 - 深寅芥（空間ゼリー）

（出典：）

### キャスト（舞台）
- 北神未海 - 小川真奈
- 東條潮 - 大島崚
- 西崎青 - 安倍龍太郎
- 南雲波人 - 渡辺友裕
- ＭＭ学園 合唱部 - あっきゃん、ロビン、おっきゃん、もろりん
- アドリブつぶやき隊 - いくっち、ごとぅー、ちーちゃん
- ＭＭ学園 合唱部OG - あゆべえ、まっちゃん
- 赤井ミオ - 橋本愛奈（THE ポッシボー）
- 青木健太 - 川田青澄（ニレンジャー）
- 黄川田豊 - 田中二郎（ツインクル）
- 薄井先生 - 玉串翔

（出典：）

## 書誌情報

### コミックス単行本
単行本は、全て小学館より「ちゃおコミックス」レーベルとして刊行されている。全17巻+新全5巻+極楽既刊2巻（2016年11月29日現在） 。

#### 極上!!めちゃモテ委員長
- 第1巻 2006年8月5日発行（2006年6月30日発売）[注 9]、ISBN 4-09-130510-5
  - 『ちゃおデラックス』2005年11月29日号、『ちゃお』2006年1月号-4月号初出。
  - 巻末に、「極上!!めちゃモテ委員長番外編」として「オンリーワンでCHU♥」（『ちゃおデラックス』2006年6月20日号初出）収録。
- 第2巻 2006年12月5日発行（2006年10月31日発売）、ISBN 4-09-130660-8
  - 『ちゃお』2006年5月号-8月号初出。
  - 巻末に、「極上!!めちゃモテ委員長番外編」として「Love♡ダイエット」（『ちゃおデラックス』2006年2月20日号初出）、「オシャレ勝負でCHU♡」（『ちゃおデラックス』2006年10月20日号初出）収録。
- 第3巻 2007年2月5日発行（2006年12月27日発売）、ISBN 4-09-130806-6
  - 『ちゃお』2006年9月号-11月号初出。
  - 単行本後半より、「極上!!めちゃモテ委員長番外編」として「恋の香 〜華恋の恋・その後〜」（初出情報の記載無し[注 10]）、「麗サマのゆううつ」（初出情報の記載無し[注 10]）、「ラベンダー☆MAGIC」（『ちゃおデラックス』2006年4月20日号初出）、「スマイルレシピ」（『ちゃおデラックス』2006年8月20日号初出）収録。
  - 巻末に「クローバー・シャワー」（原案は池田早耶香[注 11]。『ちゃおデラックス』2004年11月25日号初出）収録。
- 第4巻 2007年6月5日発行（2007年5月31日発売）、ISBN 978-4-09-131099-6
  - 『ちゃお』2007年1月号-4月号初出。
  - 巻末に、「極上!!めちゃモテ委員長番外編」として「モテうた☆レッスン♪」（『ちゃおデラックス』2006年12月20日号初出）、「ワンスアポンナタイム」（『ちゃおデラックス』2007年2月20日号初出）収録。
- 第5巻 2007年9月5日発行（2007年8月31日発売）、ISBN 978-4-09-131233-4
  - 『ちゃお』2007年5月号-8月号初出。
  - 巻末に、「極上!!めちゃモテ委員長番外編」として「桜色☆LOVEパワー」（『ちゃおデラックス』2007年春の大増刊号初出）を収録。また、4コマ漫画「気合」など全4話（『ちゃお』2007年2月号初出）、「まあさのめちゃモテホームルーム」（初出情報の記載無し）も収録。
- 第6巻 2008年3月5日発行（2008年2月29日発売）、ISBN 978-4-09-131507-6
  - 『ちゃお』2007年9月号-2008年1月号初出。
  - 巻末に、「極上!!めちゃモテ委員長番外編」として「きらモテ!ネイル大作戦」（『ちゃおデラックス』2007年夏の超大増刊号初出）を収録。また、「めざせクリアー!まんがワールド 前編」（『ちゃお』2007年4月号-9月号初出）も収録。
- 第7巻 2008年9月6日発行（2008年9月1日発売）、ISBN 978-4-09-131795-7
  - 『ちゃお』2008年2月号、4月号-7月号初出。
  - 巻末に、「極上!!めちゃモテ委員長番外編」として「めちゃイケ☆BOYSファイト!」（『ちゃおデラックス』2007年冬の大増刊号初出）、「めちゃモテGIRL大作戦」（『ちゃお』2008年4月号ふろく初出）を収録。また、「めざせクリアー!まんがワールド 後編」（『ちゃお』2007年10月号-2008年3月号初出）も収録。
- 第8巻 2008年12月31日発行（2008年12月26日発売）、ISBN 978-4-09-132270-8
  - 『ちゃお』2008年8月号-11月号初出。
  - 巻末に、「極上!!めちゃモテ委員長番外編」として「王子様はブルー」（『ちゃおデラックス』2008年初夏の大増刊号）、「めちゃモテ♥ラブレター大作戦」（『ちゃおデラックス』2008年春の超大増刊号初出）、「ダーリンはあなただけっchu☆」（『ちゃおデラックス』2008年春待ち超大増刊号初出）収録。
- 第9巻 2009年5月3日発行（2009年4月28日発売）、ISBN 978-4-09-132343-9
  - 『ちゃお』2008年12月号-2009年4月号初出。
  - 巻末に、「極上!!めちゃモテ委員長番外編」として「めちゃモテDays、はじめますわっ!」（『ちゃおデラックス』2009年春待ち超大増刊号初出）収録。
- 第10巻 2009年9月2日発行（2009年8月28日発売）、ISBN 978-4-09-132646-1
  - 『ちゃお』2009年5月号-8月号初出。
  - 巻末に、「極上!!めちゃモテ委員長番外編」として「きもだめしは恋のはじまり」（『ちゃおデラックス』2008年夏の超大増刊号初出）、「まあさの初恋日記（ダイアリー）」（『ちゃおデラックス』2008年冬の大増刊号初出）、「めちゃモテデートバトル!?大作戦」（『ちゅちゅ』2009年3月+4月合併号初出）を収録。また、4コマ漫画「めちゃモテ♡アニメ化記念まんが」（『ちゃおデラックス』2009年春の超大増刊号初出）も収録。
- 第11巻 2010年4月6日発行（2010年4月1日発売）、ISBN 978-4-09-133249-3
  - 『ちゃお』2009年9月号-2010年1月号初出。
  - 巻末に、「極上!!めちゃモテ委員長番外編」として「ジュエルのLOVE★アドベンチャー」（『ちゃおデラックス』2009年夏の超大増刊号初出）を収録。また、「-番外編- 極上!!めちゃモテ委員長ミニ」（『ちゃお』2009年10月号ふろく「ミニちゃお」初出）も収録。
- 第12巻 2010年8月4日発行（2010年7月30日発売）、ISBN 978-4-09-133375-9
  - 『ちゃお』2010年2月号-5月号初出。
  - 巻末に、「極上!!めちゃモテ委員長番外編」として「麗サマの両想い大作戦!!」（『ちゃおデラックス』2009年初夏の大増刊号初出）、「めちゃモテ副委員長の悩み」（『ちゃおデラックス』2010年春持ち超大増刊号初出）を収録。また、4コマ漫画2本「モテ子の泳ぎ」「セクシーたこやき」（『ちゃお』2009年8月号初出）、未海とルイと青・波人への質問（『ちゃお』2010年2月号-5月号初出）も収録。
- 第13巻 2010年11月6日発行（2010年11月1日発売）、ISBN 978-4-09-133440-4
  - 『ちゃお』2010年6月号-9月号初出。
  - 巻末に、「極上!!めちゃモテ委員長番外編」として「まあさの初恋日記2」（『ちゃおデラックス』2009年冬の大増刊号初出）、「西崎青の憂うつ」（『ちゃおデラックス』2010年初夏の大増刊号初出）を収録。また、「にしむらの北海道旅日記」（書き下ろし）も収録。
- 第14巻 2011年4月6日発行（2011年4月1日発売）、ISBN 978-4-09-133769-6
  - 『ちゃお』2010年10月号-2011年2月号初出。
  - 巻末に、「極上!!めちゃモテ委員長番外編」として「テモテモのめちゃモテ★ミラクル」（『ちゃおデラックス』2010年冬の大増刊号初出）を収録。
- 第15巻 2011年9月6日発行（2011年9月1日発売）、ISBN 978-4-09-133887-7
  - 『ちゃお』2011年3月号-6月号初出。
  - 巻末に、「極上!!めちゃモテ委員長番外編」として「今日も王子様はブルー」（『ちゃおデラックス』2011年春持ち超大増刊号初出）、「彼のキ・モ・チ〜波人の場合〜」（『ちゃおデラックス』2010年秋の超大増刊号初出）を収録。また、「描き下ろしスペシャル」（描き下ろし）も収録。
- 第16巻 2012年3月6日発行（2012年3月1日発売）、ISBN 978-4-09-134239-3
  - 『ちゃお』2011年7月号-9月号、12月号-2012年1月号初出。
  - 巻末に、「極上!!めちゃモテ委員長番外編」として「Wデート大作戦☆」（『ちゃおデラックス』2011年春の超大増刊号初出）、「テモテモのプレゼント大作戦」（『ちゃおデラックス』2011年冬の超大増刊号初出）を収録。
- 第17巻 2012年7月4日発行（2012年6月29日発売）ISBN 978-4-09-134564-6
  - 『ちゃお』2012年2月号-5月号初出。
  - 巻末に、「極上!!めちゃモテ委員長番外編」として「恋のめちゃモテアドバイス対決!」（『ちゃおデラックス』2011年初夏の大増刊号初出）、「姫香の明るい☆デート計画」（『ちゃおデラックス』2012年初夏の大増刊号初出）、「はじめてのお買い物大作戦!!」（『ちゃおデラックス』2010年春持ち超大増刊号）を収録。また、「ちびちゃおSpecial」（『ちゃお』2010年8月号ふろく「ちびちゃお」初出）、「学校の怪談」（『ちゃお』2011年8月号ふろく「ミニちゃお」初出）も収録。

#### 新・極上!!めちゃモテ委員長
- 第1巻 2013年2月5日発行（2013年1月31日発売）ISBN 978-4-09-135143-2
  - 『ちゃお』2012年8月号-11月号初出。
  - 単行本後半より、「新・極上!!めちゃモテ委員長番外編」として「必勝♥恋の会話術」（『ちゃおデラックス』2012年冬の大増刊号初出）を収録。
  - 巻末に、「キラキラ☆VOICE」（『ちゃおデラックス』2011年秋の大増刊号初出）を収録。
  - さらに描き下ろしとして「その頃の武蔵野森山学園」も収録。
- 第2巻 2013年6月5日発行（2013年5月31日発売）ISBN 978-4-09-135276-7
  - 『ちゃお』2013年2月号-5月号初出。
  - 単行本後半より、「新・極上!!めちゃモテ委員長番外編」として「乙女の悩みはヒミツの×××!?」（『ちゃおデラックス』2013年春持ち超大増刊号初出）、「運命の恋・桜の出会い」（『ちゃおデラックス』2013年春の超大増刊号初出）を収録。
  - さらに描き下ろし番外編として「明日への想い」も収録。
- 第3巻 2013年12月4日発行（2013年11月29日発売）ISBN 978-4-09-135608-6
  - 『ちゃお』2013年6月号-7月号、10月号-11月号初出。
  - 単行本後半より、「新・極上!!めちゃモテ委員長番外編」として「極上・スマイルレッスン」（『ちゃおデラックス』2013年初夏の超大増刊号初出）を収録。
  - さらに描き下ろし番外編として「リン〜おくびょうなハート〜」も収録。
- 第4巻 2014年11月4日発行（2014年10月30日発売）ISBN 978-4-09-136600-9
  - 『ちゃお』2013年12月号-2014年1月号、ちゃお公式サイト『ちゃおランド』2014年8月-9月初出。
  - 単行本後半より、「新・極上!!めちゃモテ委員長番外編」として「秘密の恋レッスン」（『ちゃおデラックス』2014年春持ち超大増刊号初出）、「サブタイトルなし」（『ちゃおデラックス』2014年9・11月号初出）を収録。また、連載10年目を記念して「極上!!扉絵ギャラリー&設定資料集」（描き下ろし）、「花嫁といじわるダーリン 予告」（『ちゃお』2014年4月号初出）も収録。
- 第5巻 2015年11月4日発行（2015年10月30日発売）ISBN 978-4-09-137890-3
  - ちゃお公式サイト『ちゃおランド』2014年10月-12月、2015年5月-6月初出。
  - 単行本後半より、「新・極上!!めちゃモテ委員長番外編」（『ちゃおデラックス』2015年9月号初出）、未海たちの7年後を描いた特別編「未来へ」（描き下ろし）を収録。
  - 巻末に「P★P -プチ・プリンス-」（『ちゃおデラックス』2005年初夏の増刊号初出）収録。

#### 極楽!!めちゃモテ委員長
ちゃおホラーコミックス
- 第1巻 2014年1月31日発売 ISBN 978-4-09-135726-7
- 第2巻 2016年11月29日発売 ISBN 978-4-09-138809-4

### 関連書籍
小学館より「ちゃおコミックス」レーベル以外で刊行されている関連書籍で、おしゃれのテクニックや料理のレシピなどが紹介されている。
- にしむらともこ、ちゃお編集部共著 『極上!!めちゃモテ委員長 未海ちゃんになるための10の方法』 小学館〈ちゃおコミックススペシャル〉、2009年5月?日発行（2009年4月28日発売）、ISBN 978-4-09-132510-5
- にしむらともこ（イラスト） 『極上!!めちゃモテシールブック』 小学館〈まるごとシールブック〉、2009年5月?日発行（2009年5月28日発売）、ISBN 978-4-09-734823-8
- にしむらともこ、ちゃお編集部共著 『極上!!めちゃモテ委員長 お料理の基本が分かる極上の初めてレシピ』 小学館〈ちゃおハッピーコレクション〉、2009年7月?日発行（2009年6月29日発売）、ISBN 978-4-09-280301-5
- にしむらともこ、ちゃお編集部共著 『極上!!めちゃモテ委員長 未海ちゃんに教わる秘密のモテコーデ』 小学館〈ちゃおコミックススペシャル〉、2010年5月?日発行（2010年4月28日発売）、ISBN 978-4-09-133159-5